# BMW 02
Die BMW 02-Serie (interne Baureihenbezeichnung anfangs 114) war eine Mittelklasse-Baureihe von BMW, die zwischen April 1966 und Juli 1977 hergestellt wurde. Sie war unterhalb der Neuen Klasse angesiedelt und wurde aus deren Modell 1600 abgeleitet, die Fahrzeuge waren jedoch als Zweitürer konzipiert. Der Entwurf stammt von den BMW-Designern Georg Bertram und Manfred Rennen.
Es gab nur Vierzylinder-Modelle (Motortyp M10) mit den Bezeichnungen 1502, 1600-2, 1602, 1600 TI, 1802 sowie 2002, 2002 ti, 2002 tii und 2002 turbo. Die ersten beiden Ziffern geben jeweils den Hubraum an, außer beim 1502, der einen 1,6-Liter-Motor hatte. Die Entwicklungscodes sind Typ 114 für die Modelle 1502–1802, E6 für die touring-Modelle, E10 für den 2002 inkl. TI und tii sowie E20 für den 2002 turbo.
Die Baureihe wurde im August 1975 durch den ersten BMW 3er (Baureihe E21) abgelöst, wobei das kleinste Modell 1502 noch bis Juli 1977 produziert wurde. Die Gesamtstückzahl betrug über 861.000.

## BMW 1502, 1600-2, 1802, 2002

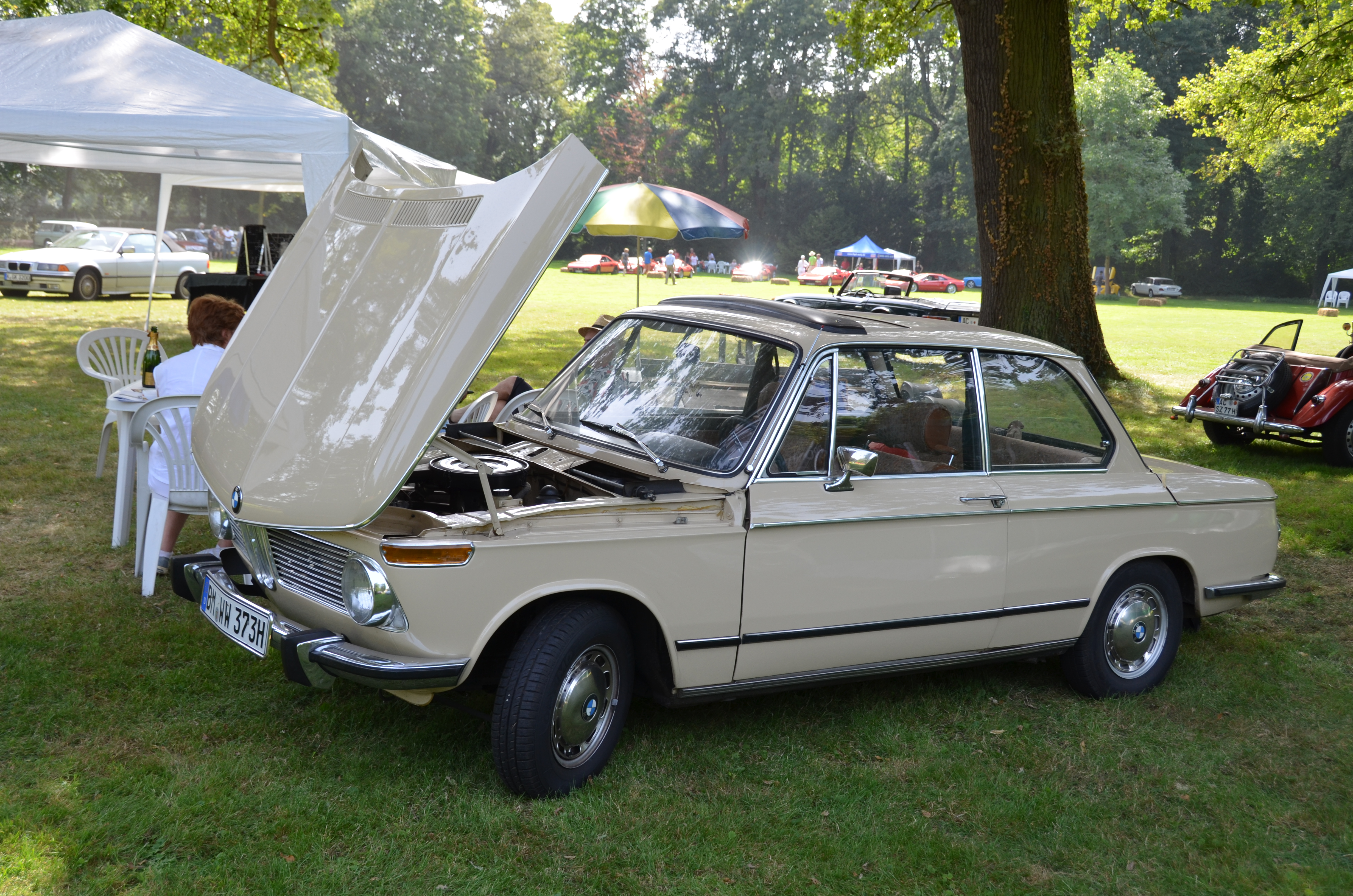
Nach vorn öffnende Motorhaube des 02

Der 1600-2 wurde im März 1966 auf dem Genfer Autosalon vorgestellt. Sein inoffizielles Namens-Anhängsel „-2“ sollte den 1600 lediglich als den neuen Zweitürer von BMW kennzeichnen und ihn von der größeren viertürigen Limousine unterscheiden helfen; am Fahrzeug selbst lautete die Modellbezeichnung nur „1600“. Alle mechanischen Baugruppen mit Ausnahme des Getriebes konnten von der neuen Klasse übernommen werden. Die Verkleinerung der Karosserie wirkte sich im Innenraum kaum aus, brachte jedoch eine erhebliche Gewichtseinsparung und damit ein niedrigeres Leistungsgewicht mit sich, sodass sich sowohl Beschleunigung als auch Höchstgeschwindigkeit verbesserten. Anteil daran hatte auch der vom 1800er Motor übernommene Zylinderkopf mit großem Einlassventil. Der Umfang der Ausstattung wurde etwas reduziert, Maßnahmen zur Kostensenkung waren zudem kleinere Räder mit kleineren Bremsscheiben, eine Rückkehr zur mechanischen Kupplungsbetätigung und Gleichstromlichtmaschine. Das Kofferraumvolumen betrug 450 Liter.
Die erste Variante des besonders erfolgreichen 2002 mit etwa 2 Liter Hubraum (siehe Tabelle Modellübersicht) ging Anfang 1968 in Serie.

### Modellpflege
Mit der Modellpflege im Februar 1971 wurde der 1600(-2) als 1602 bezeichnet. Alle Wagen erhielten weiter um das Heck herumgezogene Stoßstangen mit Gummiauflage und eine umlaufende Stoßleiste. Das nun zweiteilige Armaturenbrett war ganz in Schwarz gehalten und auch Sitze sowie Beschläge wurden geändert. Als weitere Variante erschien der 1802 mit 66 kW (90 PS). Ab August 1973 erhielten die Fahrzeuge einen schwarzen Kühlergrill aus Kunststoff, eine flachere Niere, gelochte Stahlscheibenräder ohne Radkappen und (mit Ausnahme des touring) größere, eckige Heckleuchten.

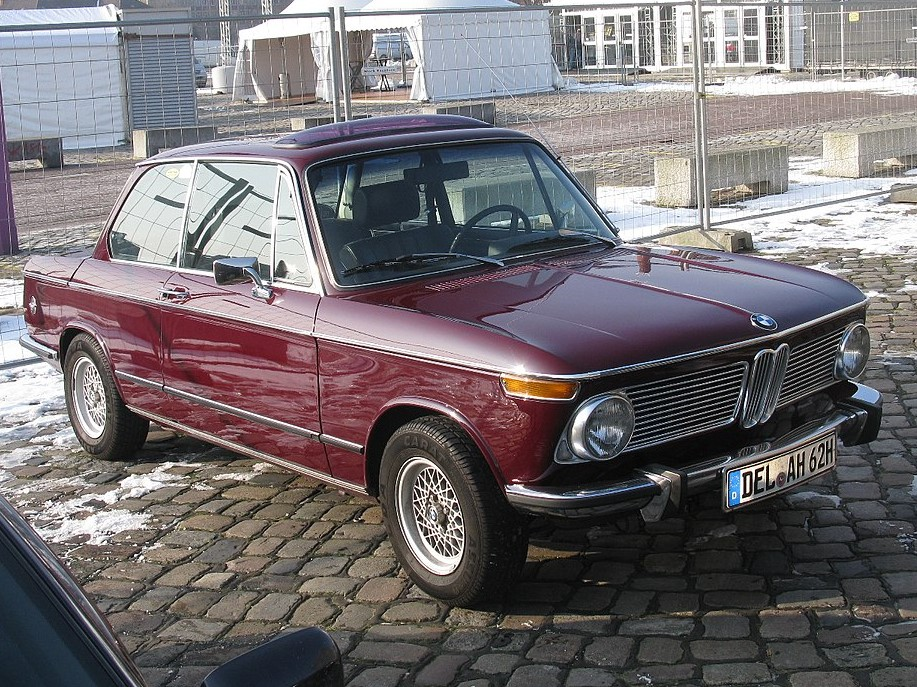
BMW 1802 (1971–1973)
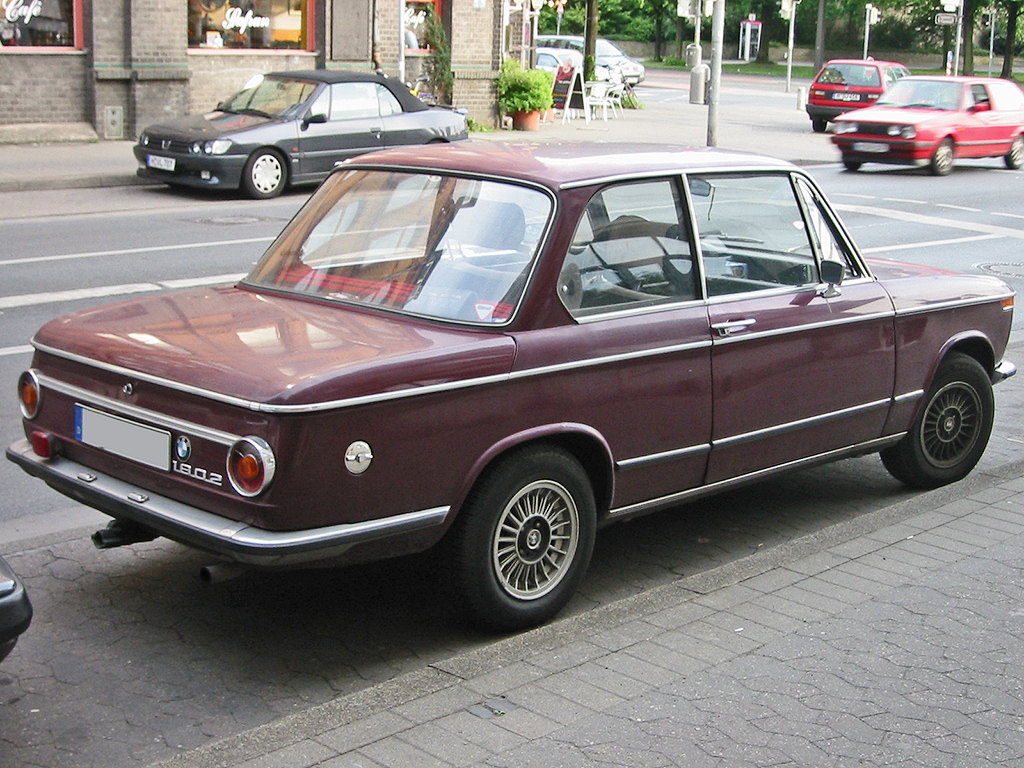
Heckansicht
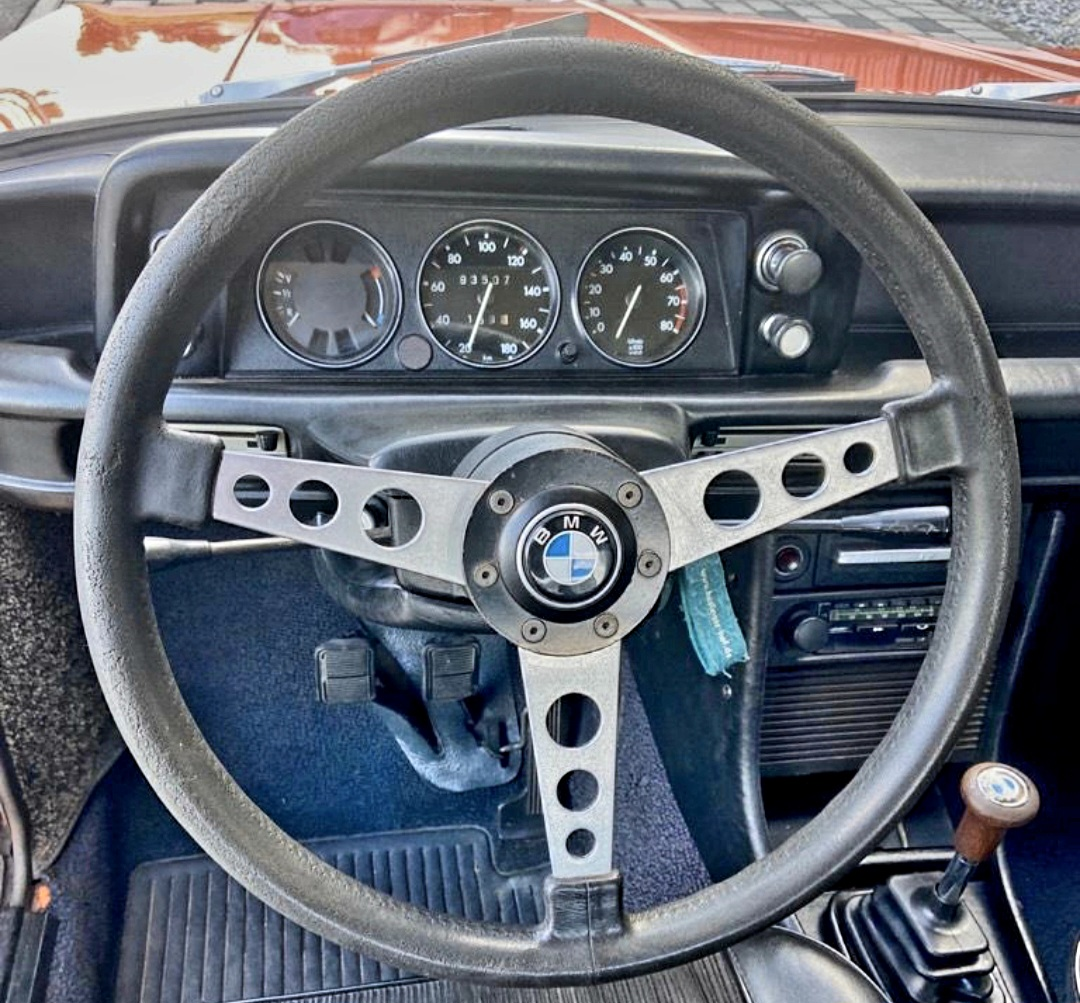
Instrumententafel
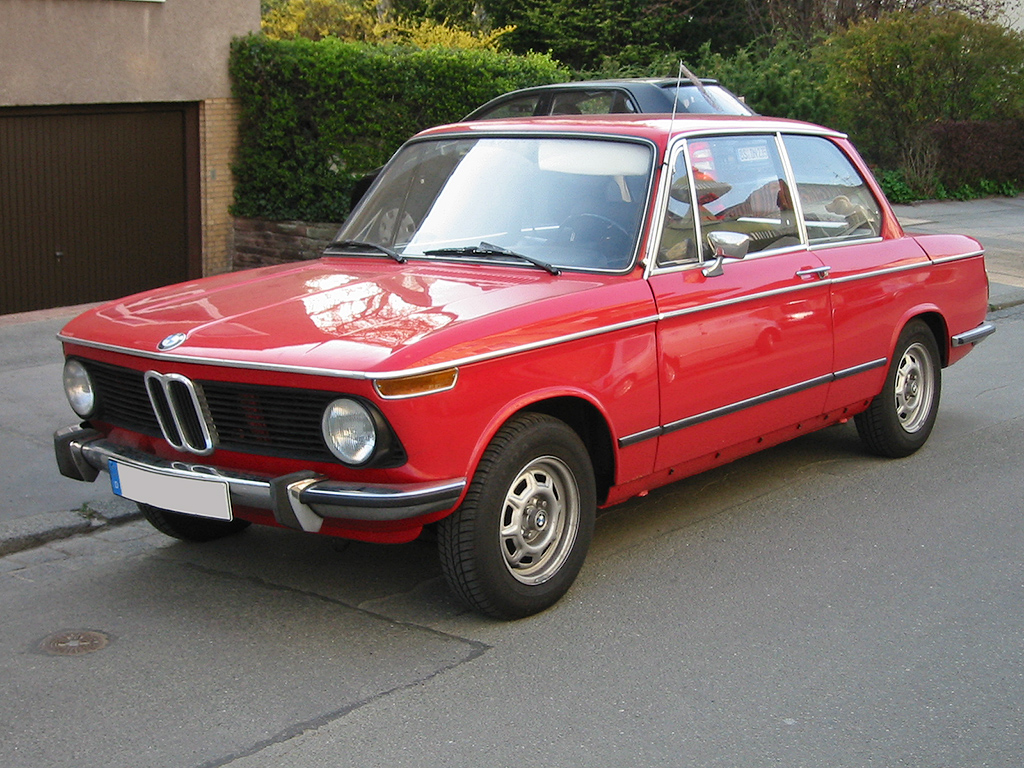
BMW 1602 (1973–1975)
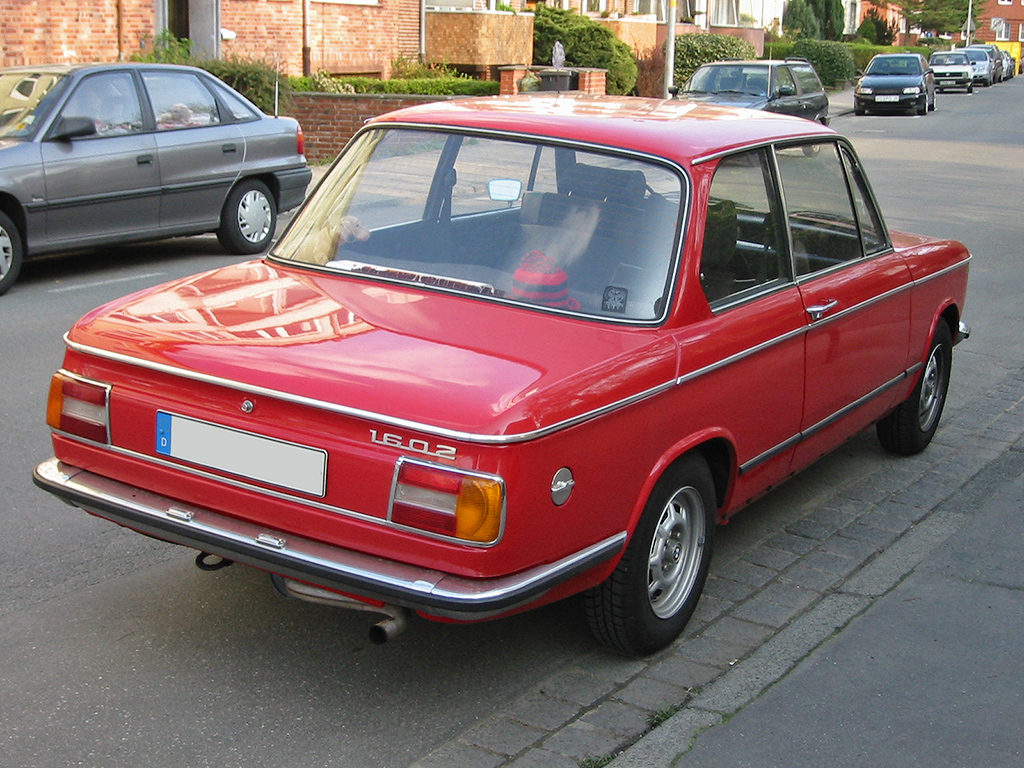
Heckansicht

### BMW 1502
Anfang 1975 erschien als „Sparmodell“ der 1502 mit vereinfachter Ausstattung. BMW selbst bezeichnete den 1502 als „rationelles Beförderungsmittel“. Hintergrund war die damalige Absatzkrise im Pkw-Sektor verbunden mit kräftigen Preisanstiegen bei Neuwagen. Allein von 1974 zu 1975 waren BMW-Pkw rund 15 % teurer geworden.
Der 1502 hatte den Motor des 1602, der nun mit anderen Kolben und geringerer Verdichtung zwar eine um 10 PS geringere Maximalleistung als der 1602 erreichte, dafür aber mit Normalbenzin gefahren werden konnte. Im Kraftstoffverbrauch lag er allerdings etwas ungünstiger. Gespart wurde auch an den Bremsen, hier musste der 1502 mit einer einfachen Zweikreisbremse anstatt der Doppel-Zweikreisbremse auskommen, dafür aber wurde die Bremsbelagfläche insgesamt vergrößert. Wichtigstes äußerliches Unterscheidungsmerkmal des 1502 gegenüber den höheren Versionen war die fehlende umlaufende Zierleiste. Weiterhin waren bestimmte Ausstattungselemente wie zum Beispiel die vorderen Ausstellfenster oder fünf Zoll breite Lochscheibenräder beim 1502 aufpreispflichtig. Vom 1502 entstanden etwa 72.632 Stück.

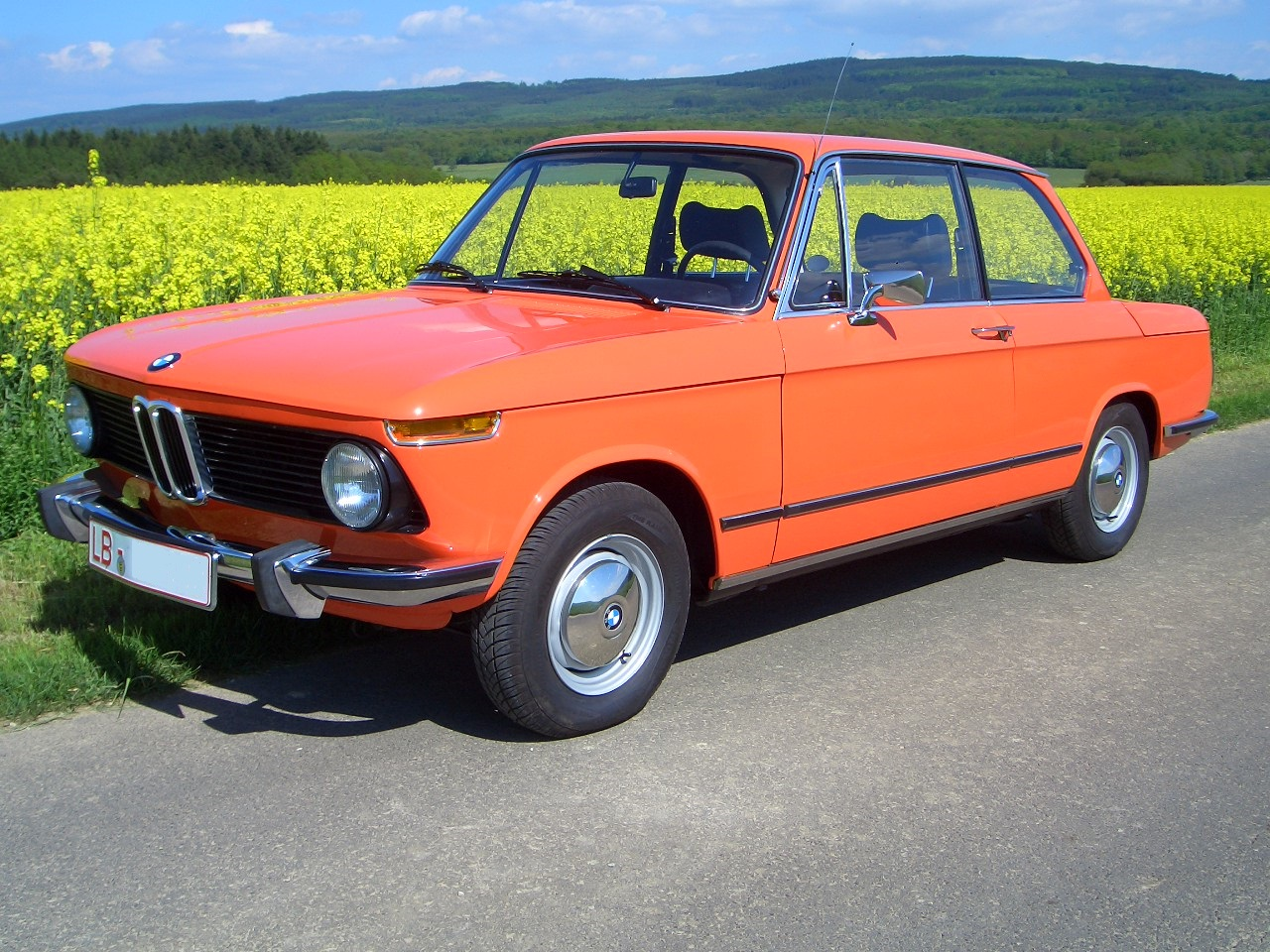
BMW 1502 (1975–1977)
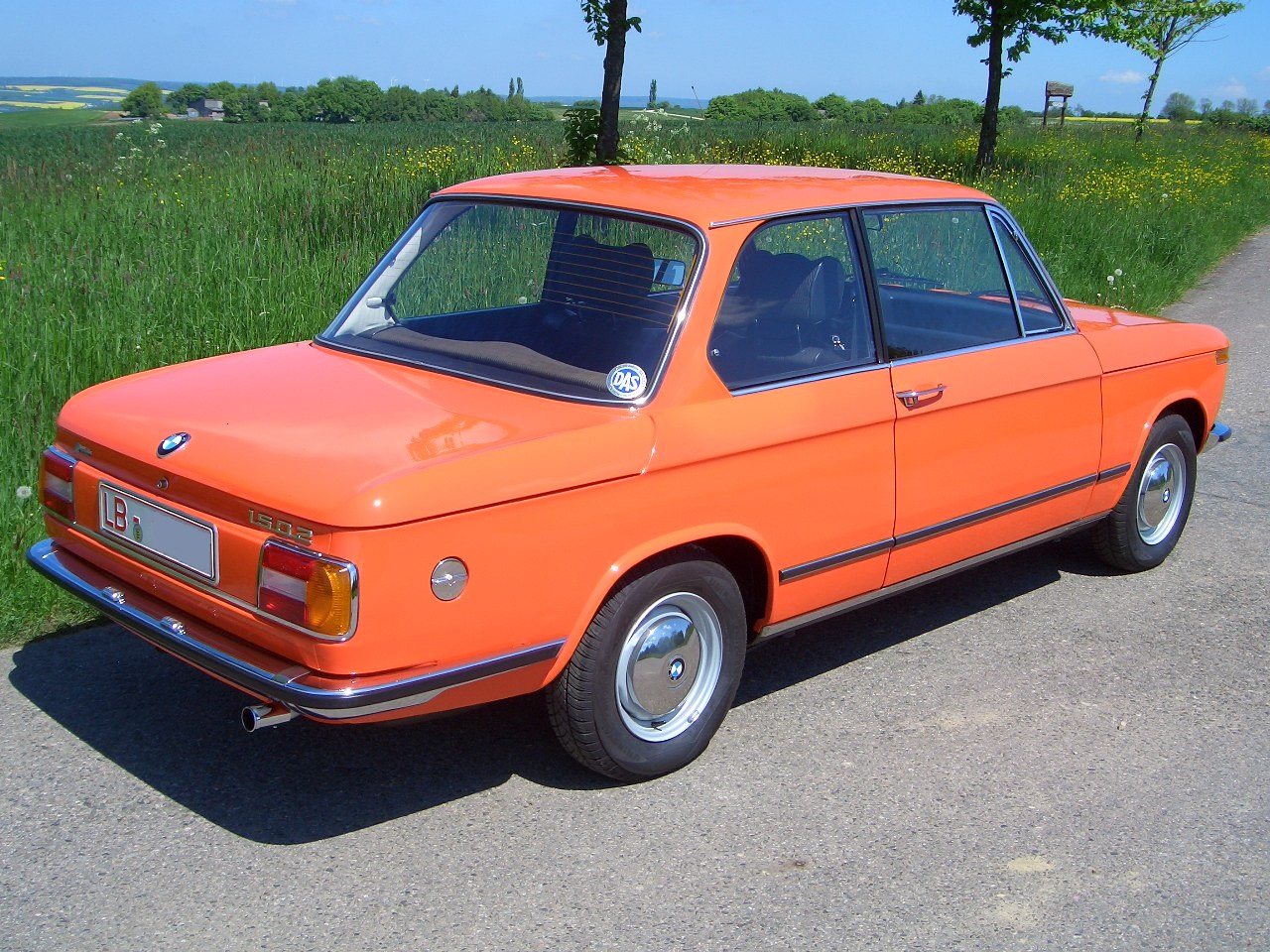
Heckansicht

## BMW 1600 ti, 2002 ti, 2002 tii
Die Kürzel „ti“ (Turismo Internazionale) oder „tii“ (Turismo Internazionale Iniezione oder „Injection“) bezeichnen die leistungsstärkeren Versionen des M10-Motors im BMW 02. Es gab drei Varianten:
- Als erstes Modell erschien im Sommer 1967 der 1600 ti, der bis Ende 1968 vom Band lief. Sein 1,6-Liter-Motor leistete 105 PS (77 kW).
- Der 2002 ti hatte einen 120 PS (88 kW) starken Motor mit zwei Litern Hubraum. Er erschien Mitte 1968 und blieb bis Frühjahr 1972 im Programm.
- Die letzte Evolutionsstufe war der im Frühjahr 1971 eingeführte 2002 tii. Sein Motor leistete aus ebenfalls zwei Litern Hubraum 130 PS (96 kW).

Die ti-Modelle haben 40er Solex-Doppelvergaser, 2002 tii und 2002 turbo haben einen Motor mit mechanischer Kugelfischer-Benzineinspritzung, wie sie zu dieser Zeit auch bei Peugeot verwendet wurde oder im Rennsport zum Einsatz kam, dort aber meist in Verbindung mit einer Einzeldrossel- oder Flachschieberanlage anstatt der serienmäßigen Drosselklappe.

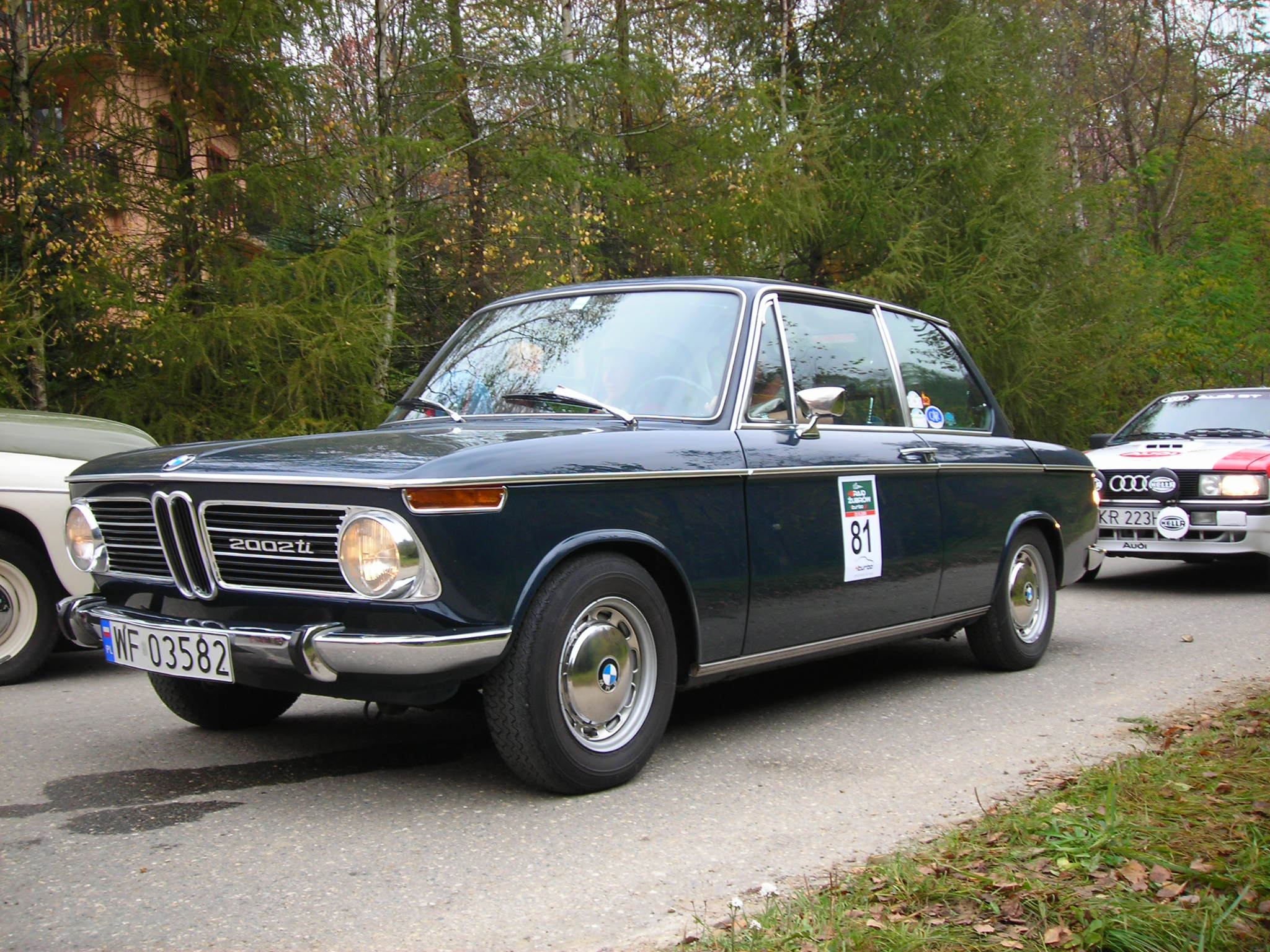
BMW 2002 ti (1968–1971)
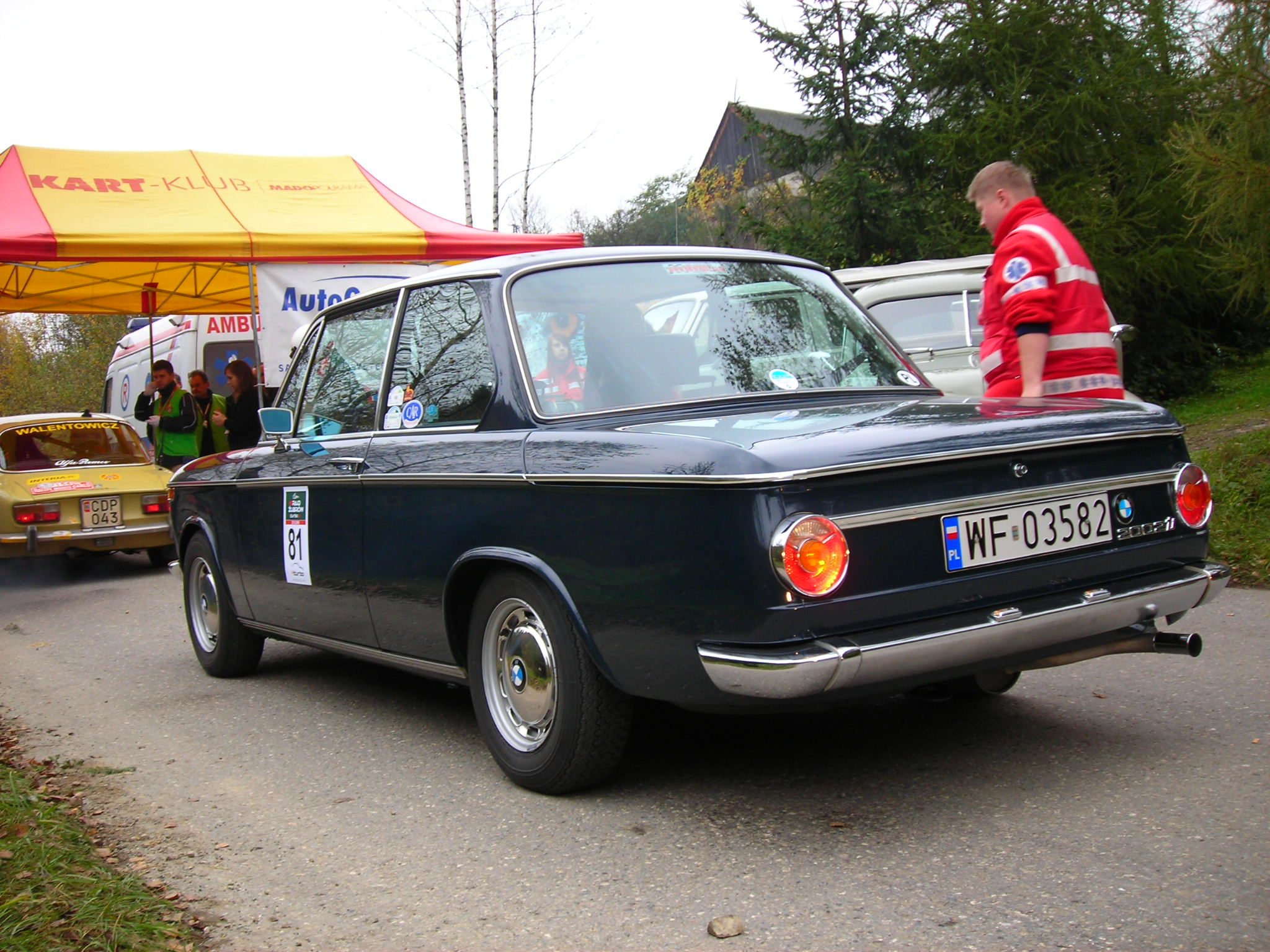
Heckansicht 2002 ti
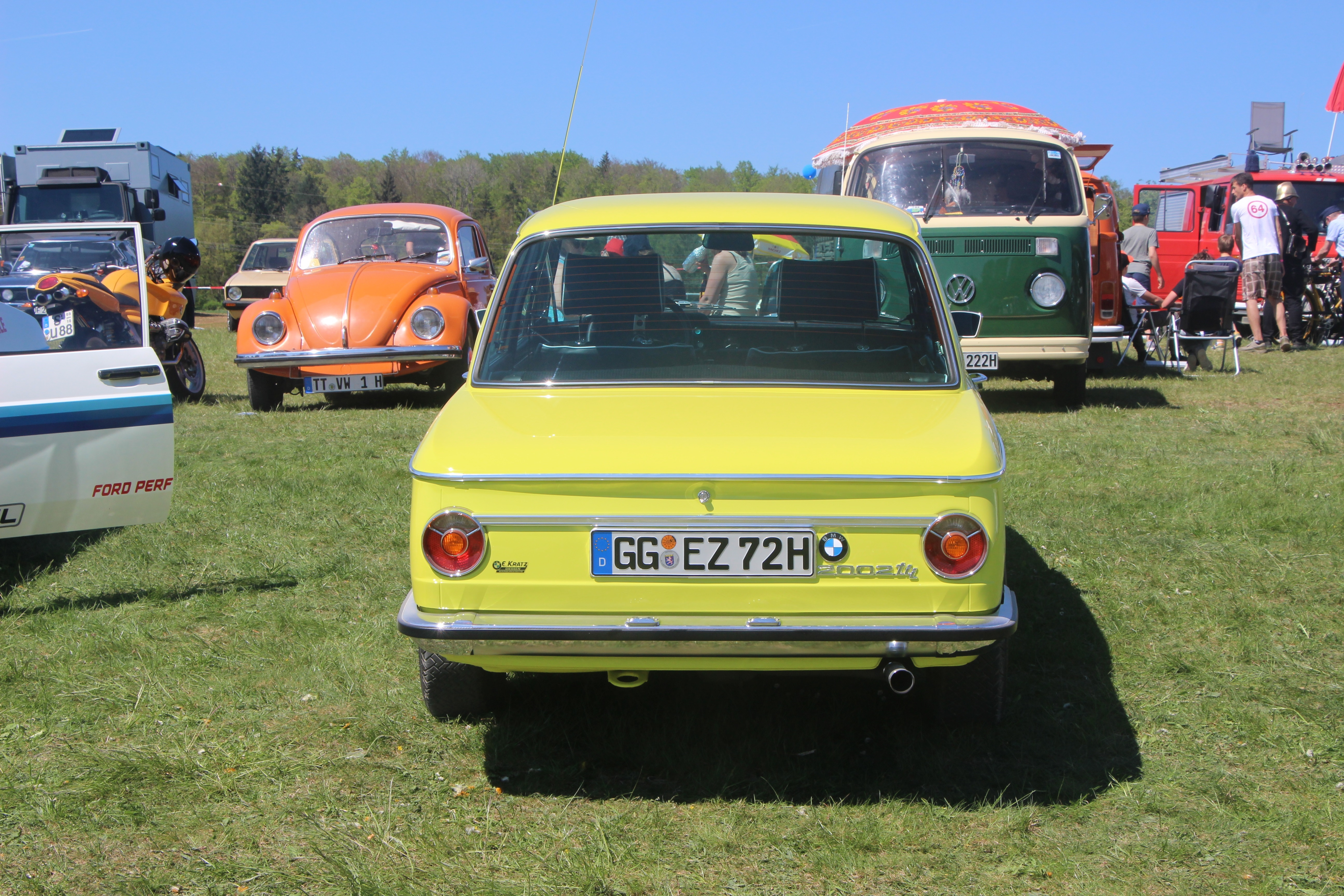
Heck eines 2002 tii (1971–1975)
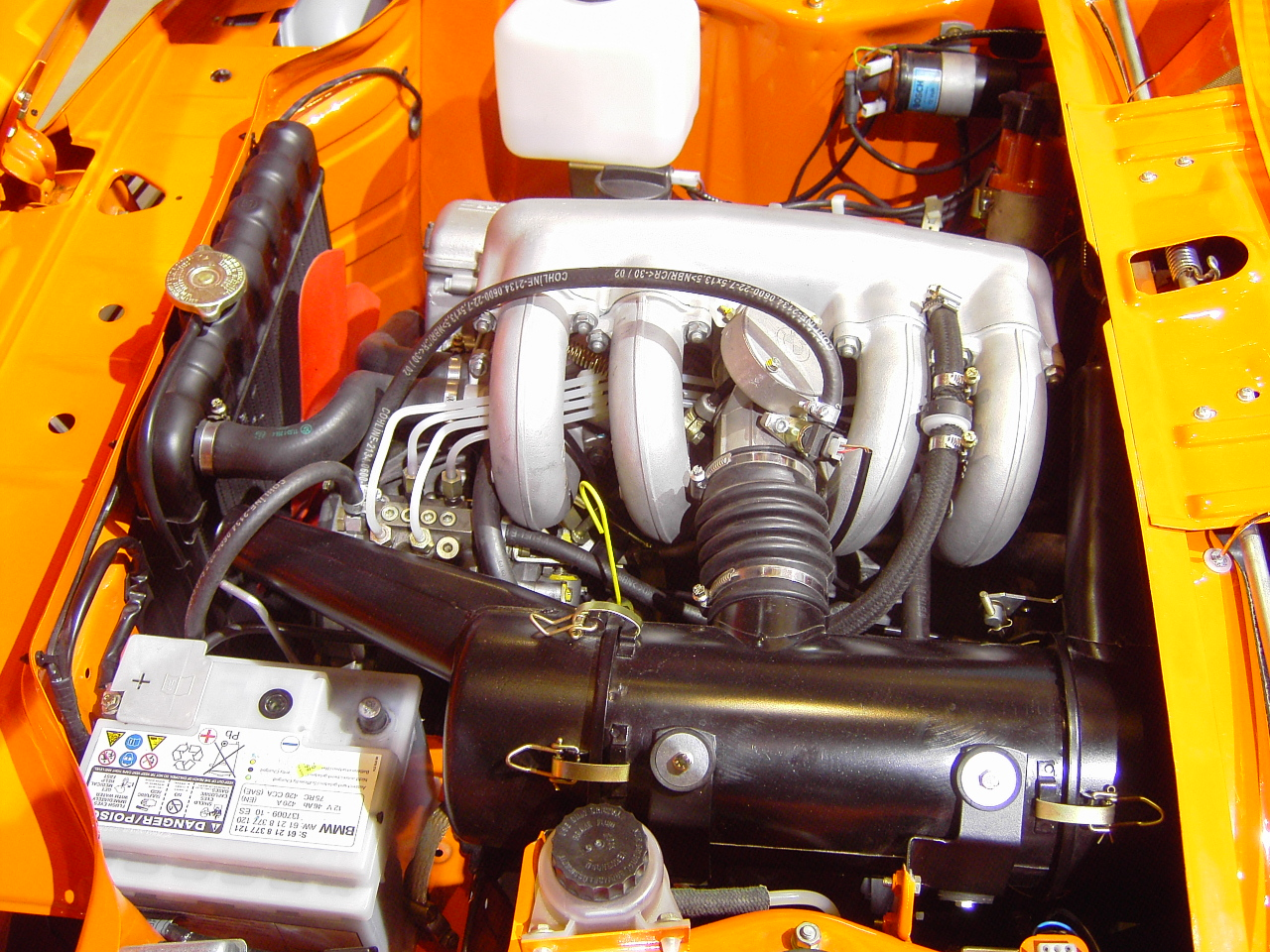
M10-Motor des 2002 tii mit Kugelfischer-Einspritzung
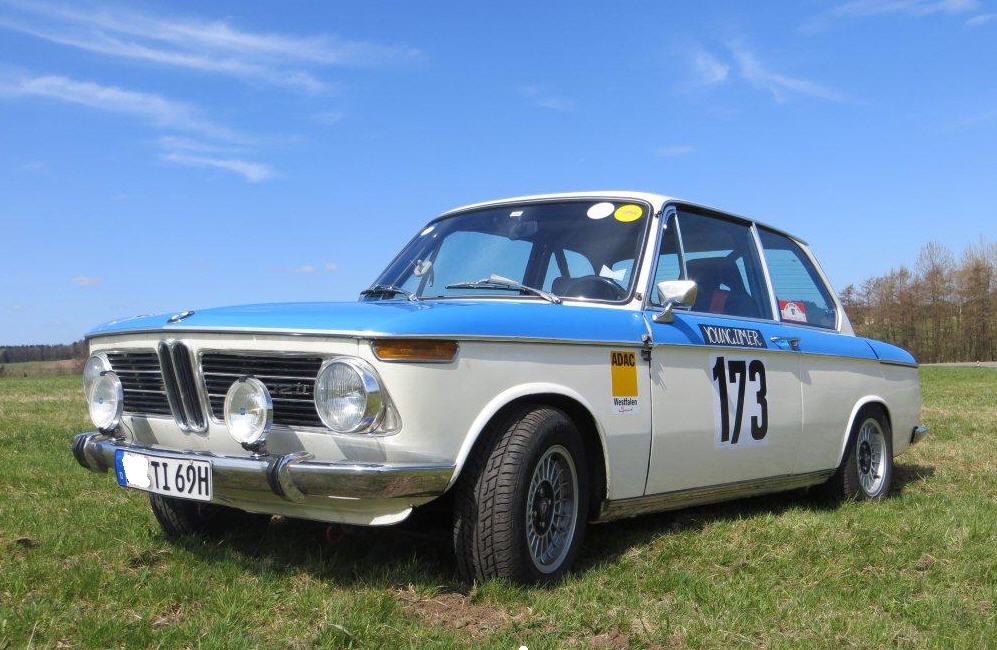
BMW 2002 ti als Gruppe-1-Rennwagen
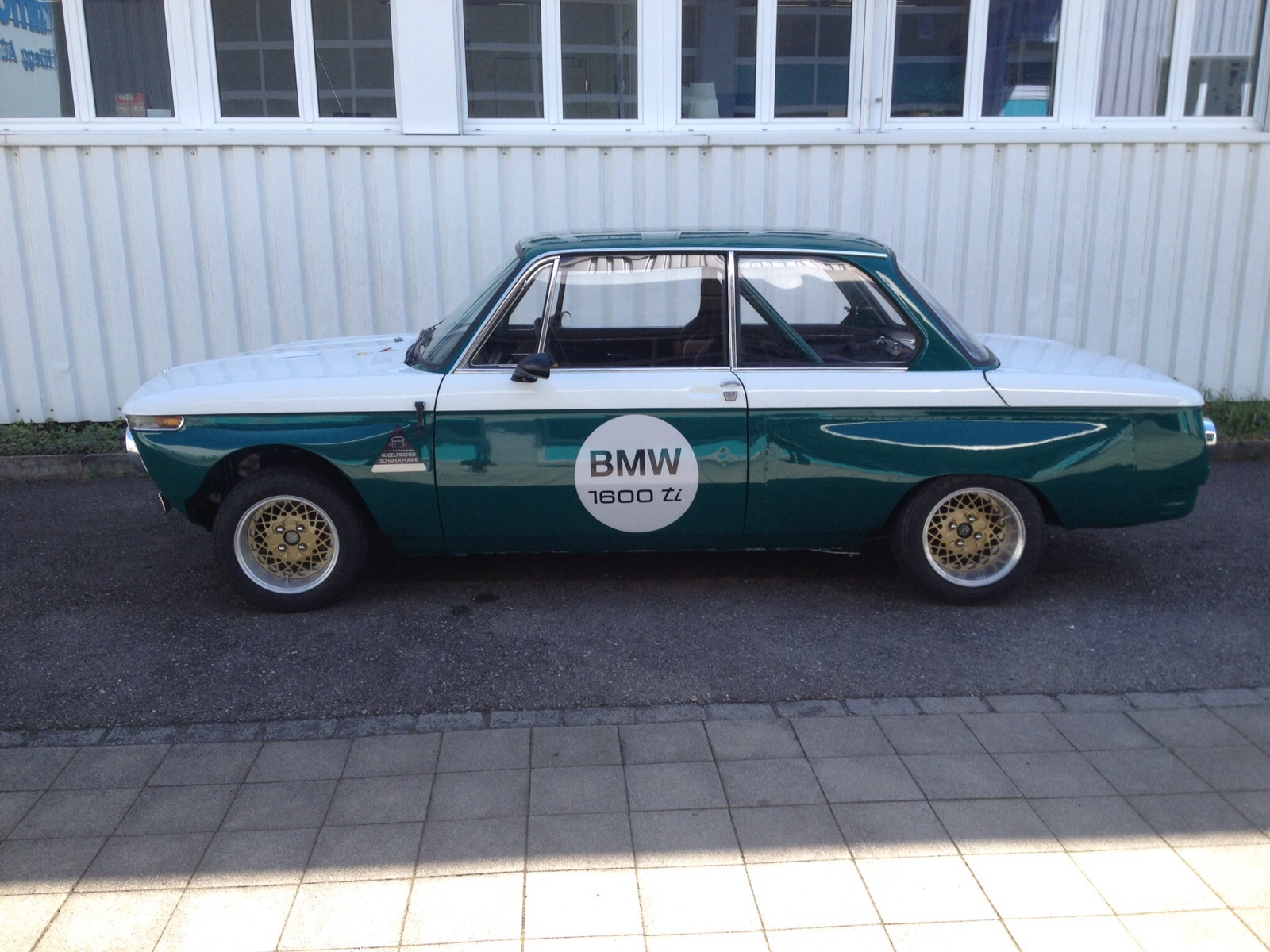
BMW 1600 ti als Gruppe-2-Rennwagen mit „Schweinebacken“-Verbreiterungen

## BMW 2002 turbo
Das unter dem Code BMW E20 entwickelte Modell mit 170 PS (125 kW) maximaler Motorleistung war (noch vor dem Porsche 911 Turbo) das erste in Serie hergestellte deutsche Auto mit Abgasturbolader.
In der Öffentlichkeit wurde der im Herbst 1973, mitten in der ersten Ölkrise, vorgestellte BMW 2002 turbo sofort wegen seines hohen Benzinverbrauchs kritisiert, ebenso wegen des auf Wunsch auf dem Frontspoiler in Spiegelschrift angebrachten Schriftzugs turbo 2002, der in der Presse als „Kriegsbemalung“ tituliert wurde. Auch ein Heckspoiler gehörte zur Ausstattung.
Von September 1973 bis November 1974 wurden 1672 Fahrzeuge hergestellt, die ab Werk lediglich in den BMW-Farben Polaris-metallic (silberfarben) und Chamonix (weiß) erhältlich waren. In heutiger Kaufkraft und Währung entspricht der bei Produktionsende 1974 verlangte Preis von 20.780 DM aktuell einer Summe von 35.300 Euro.

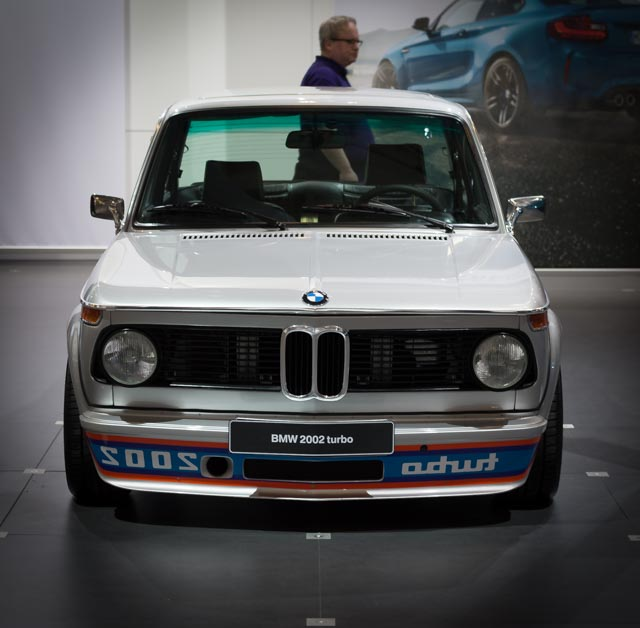
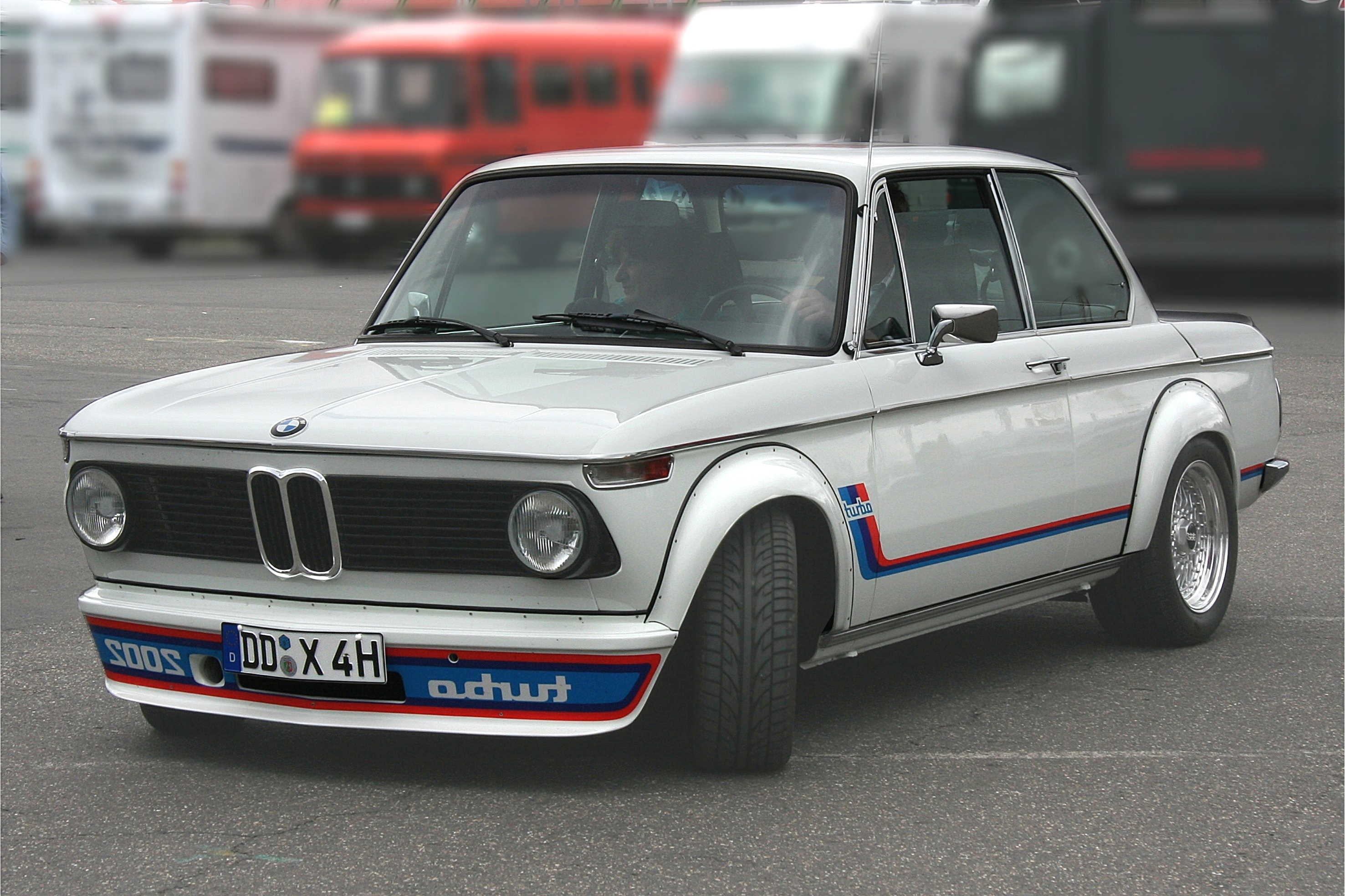
BMW 2002 turbo
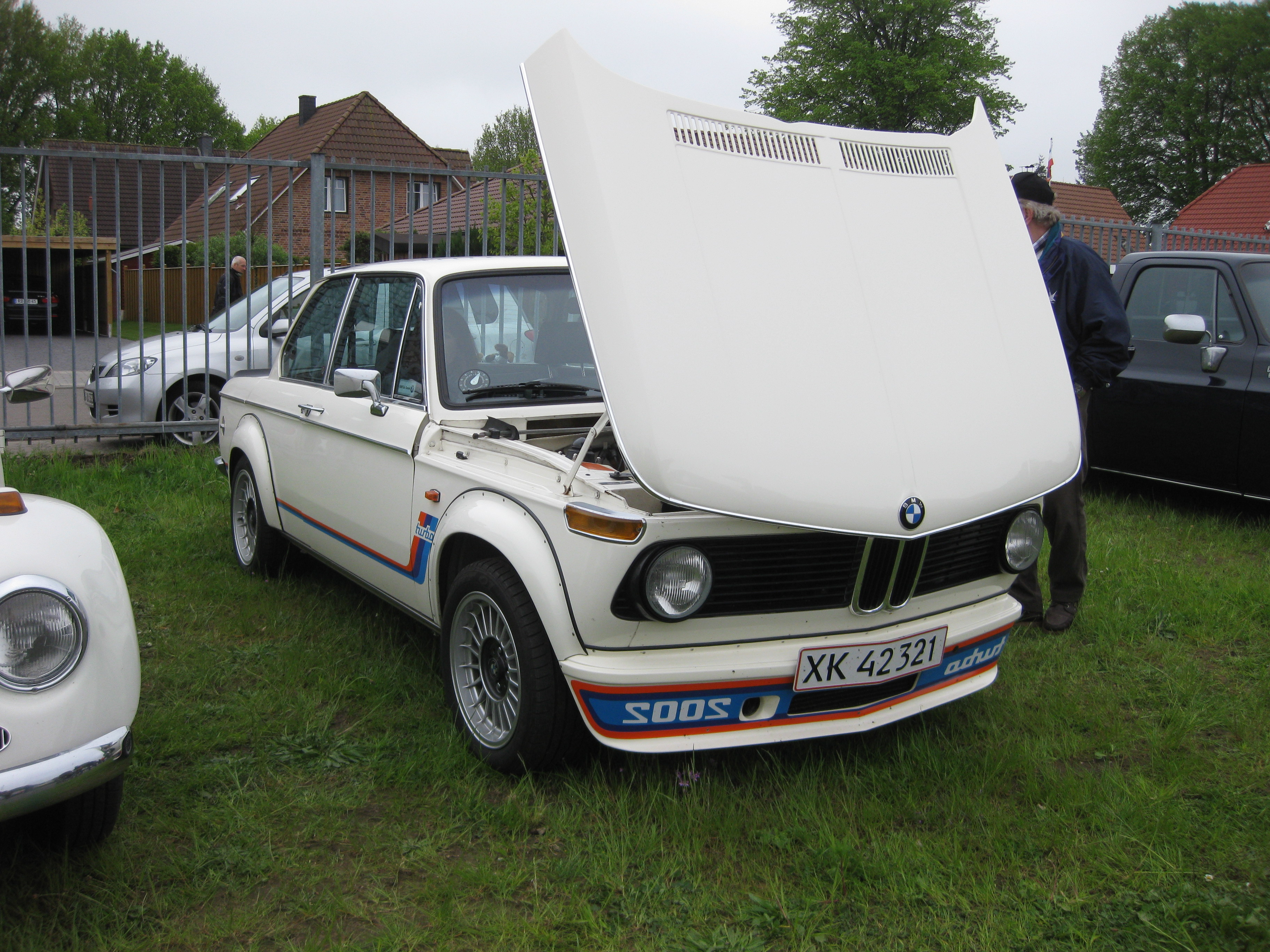
Nach vorn öffnende Haube des 2002 turbo
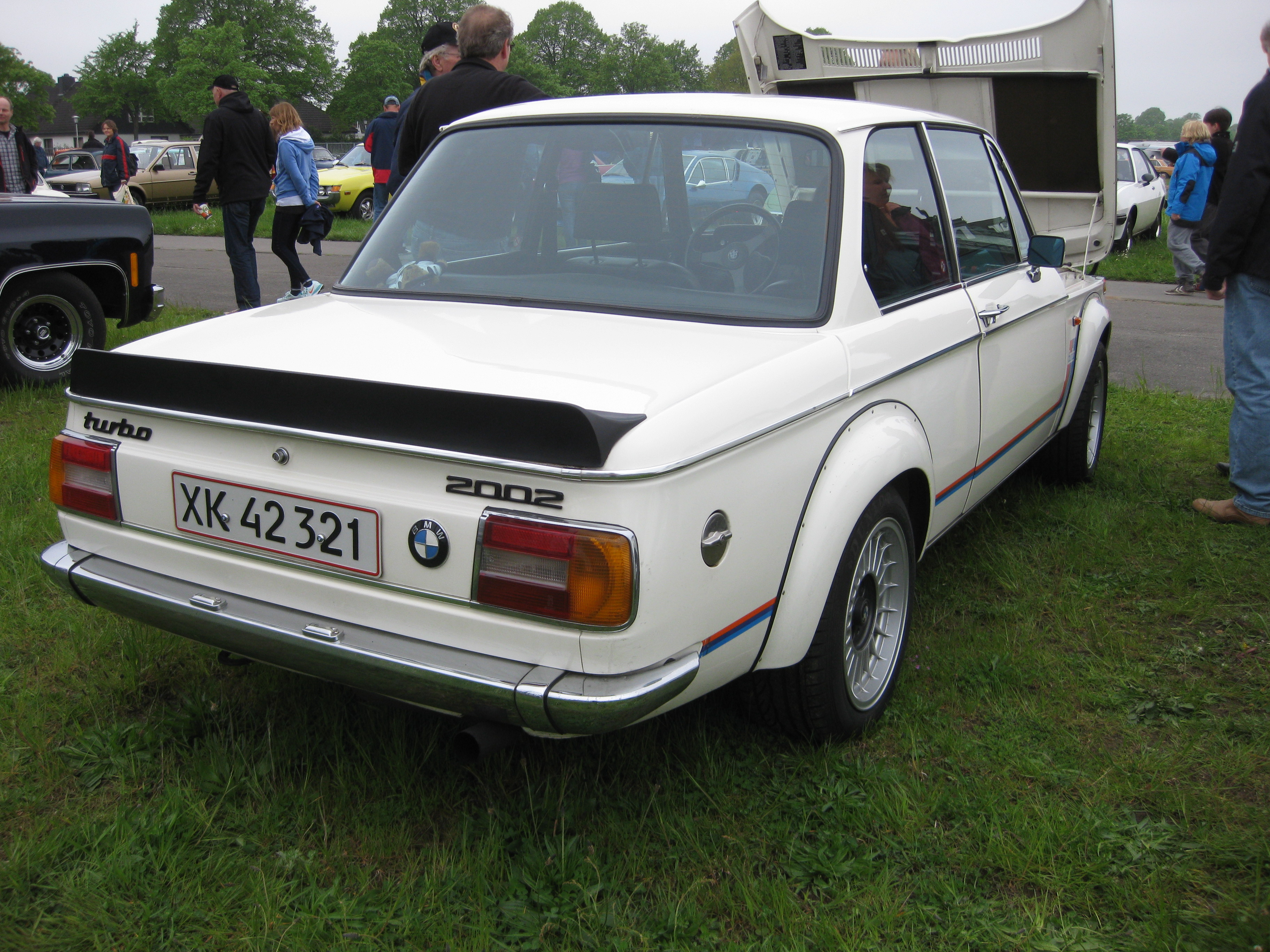
Heckansicht
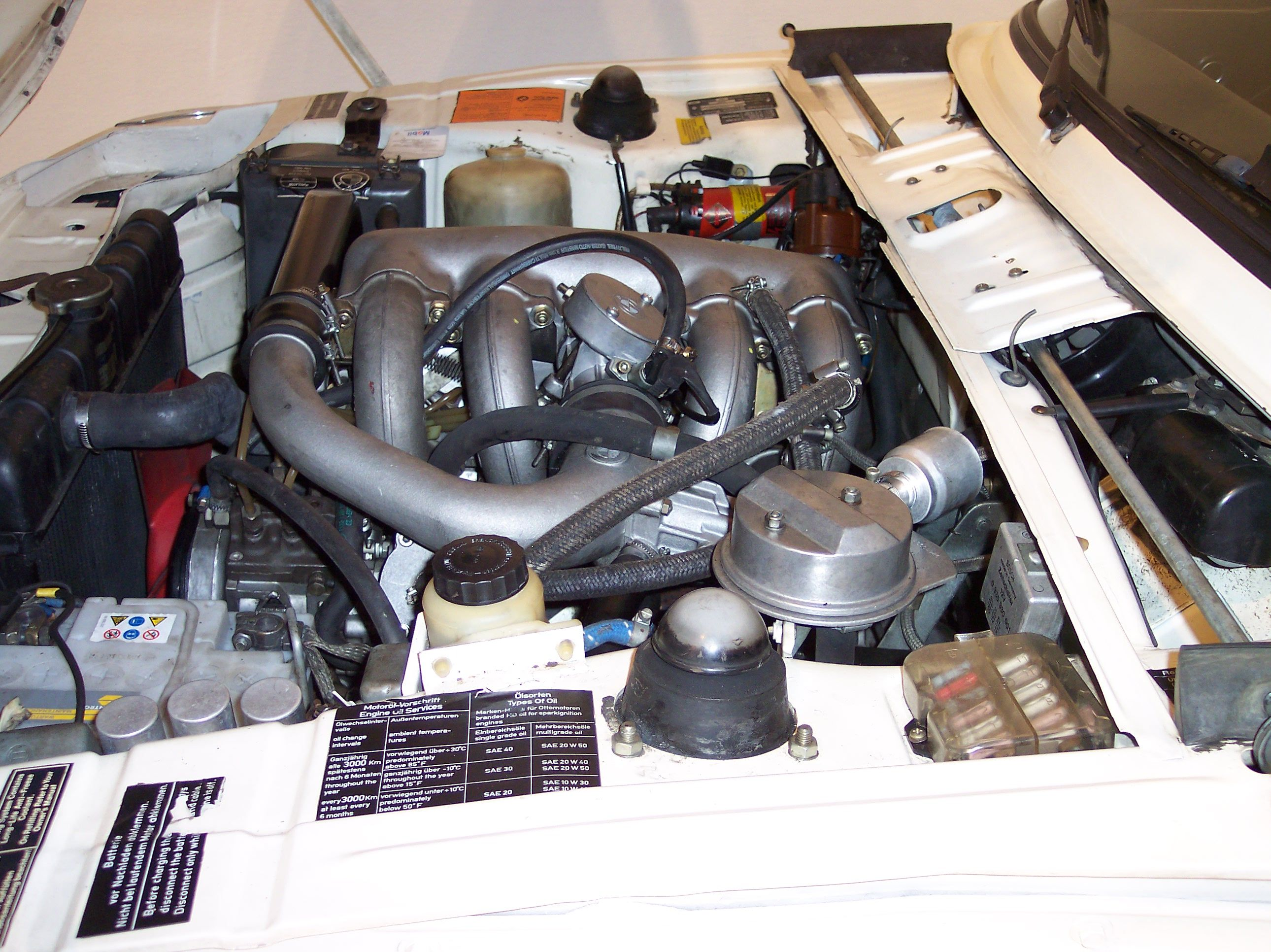
Motor

## Cabriolet und Targa
Das viersitzige BMW-1600-Cabriolet (Typ BMW 114 C) mit voll versenkbarem Dach wurde von Baur in Stuttgart für BMW entworfen und von Anfang 1968 bis Herbst 1971 dort gebaut. Trotz verstärkter Bodengruppe war das Cabriolet nicht verwindungssteif; die Karosserie war mit den sportlichen Fahrleistungen überfordert. Der Kofferraum fasste 420 Liter. Das Leergewicht betrug beim 1600 960 kg. Die übrigen technischen Daten, Maße und Fahrleistungen entsprachen weitgehend der Limousine. Dieses Cabriolet gab es als 1600-2 mit 1,6-Liter-Motor 63 kW (85 PS) und als 2002 mit Zweiliter-Motor und 74 kW (100 PS) im Jahr 1971. Die Gesamtstückzahl der Vollcabrioversion betrug 1892 Fahrzeuge (davon 200 Stück 2002 Cabriolet).

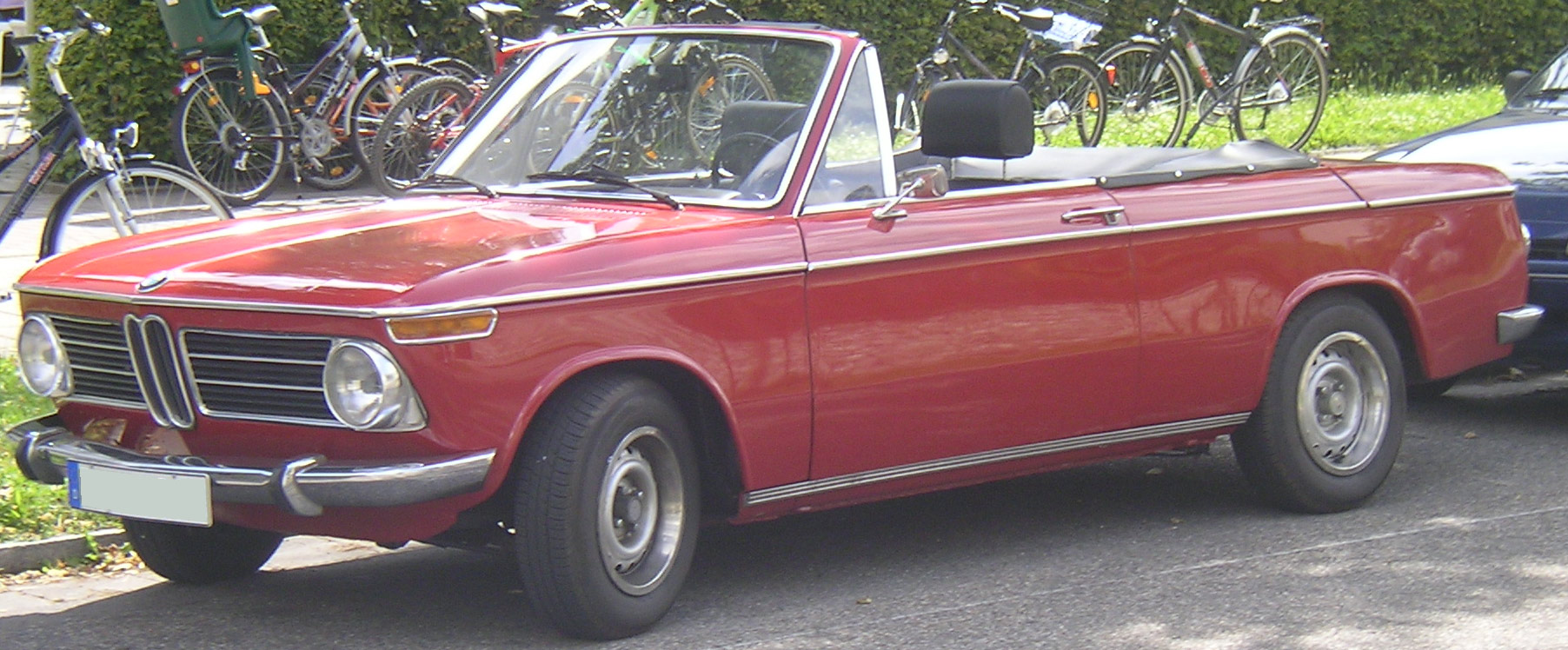
BMW 1600 Cabriolet (1968–1971)
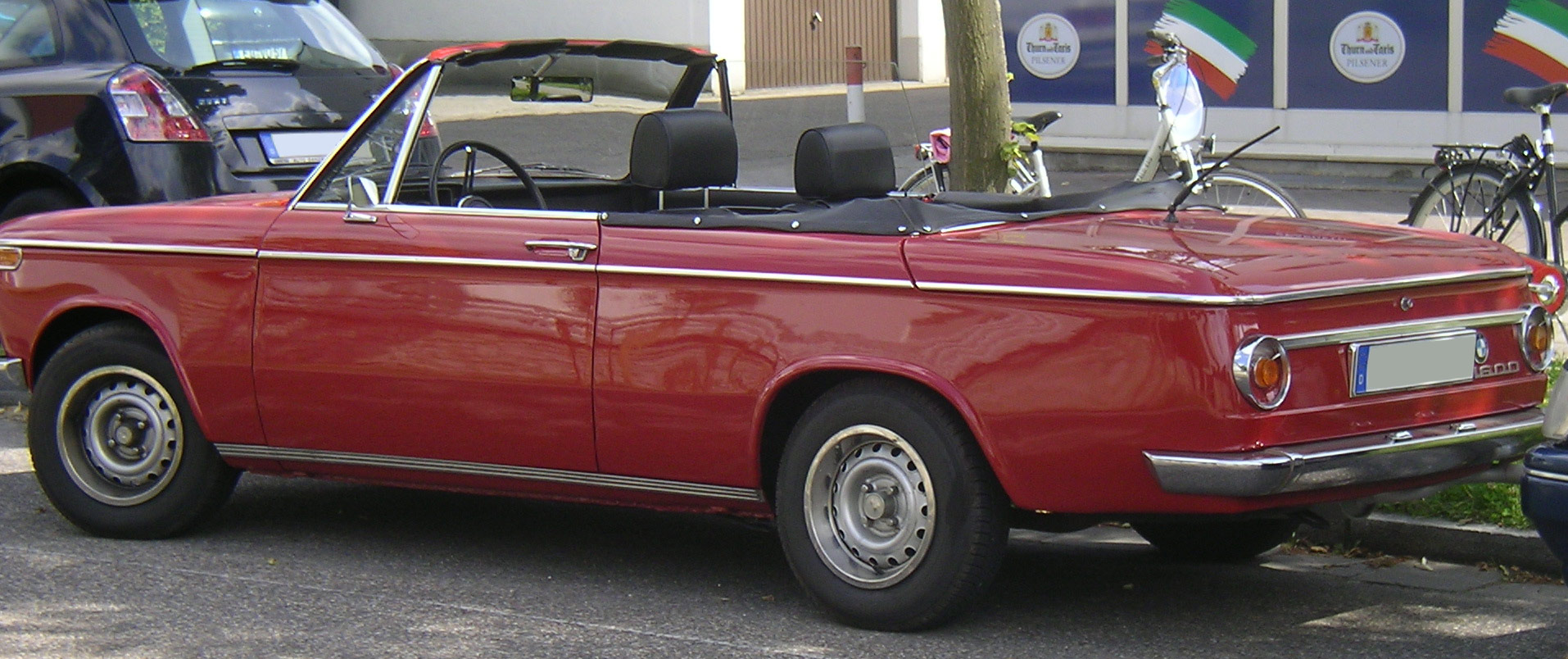
Heckansicht

Von Herbst 1971 bis Sommer 1975 wurde ein deutlich verwindungssteiferer Targa angeboten, den es nur auf Basis des 2002 gab; er war von Herbst 1971 bis Sommer 1975 im Verkaufsprogramm. Von diesem Typ entstanden 2290 Fahrzeuge.

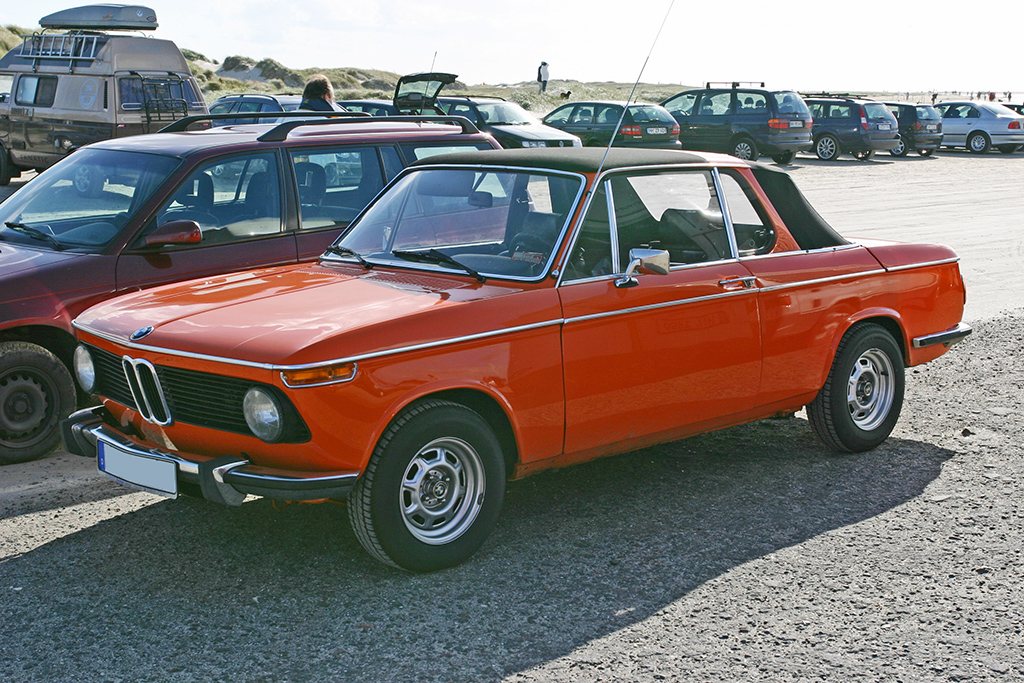
BMW 2002 Baur-Cabrio (1971–1975)
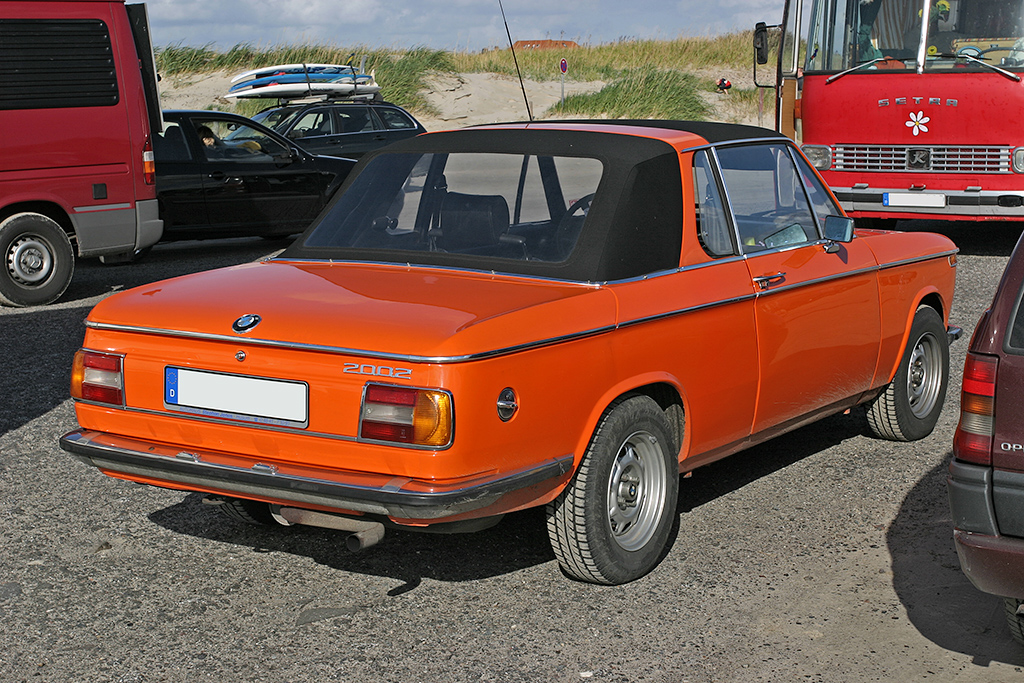
Heckansicht
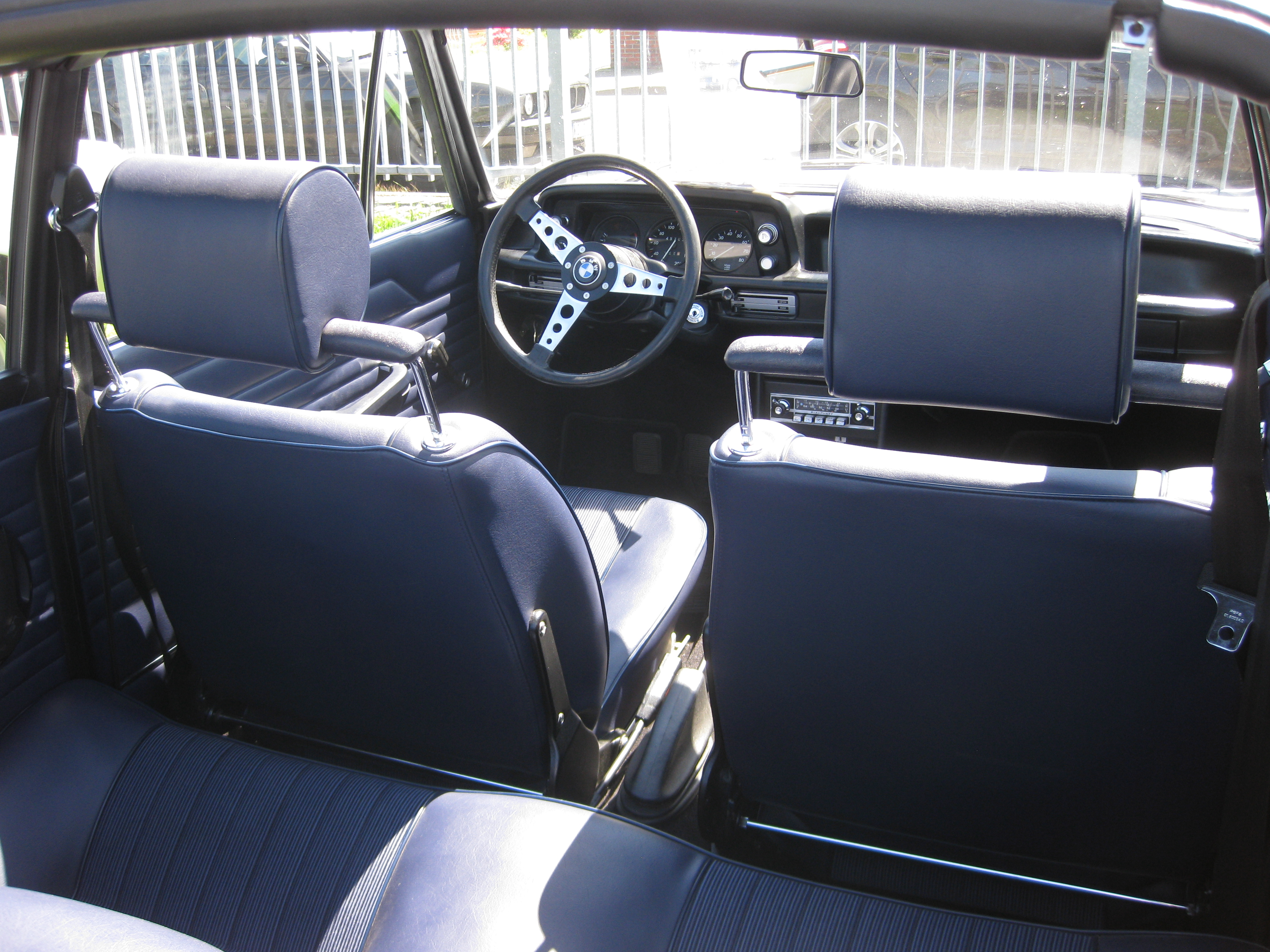
Cockpit eines Baur BMW 2002

## BMW touring
Ab Frühjahr 1971 gab es auch Schrägheckvarianten mit allen Motoren mit Ausnahme des 1502 und des 2002 turbo mit den Namen BMW touring 1600, touring 1800, touring 2000 sowie als Topmodell den touring 2000 tii. Der touring war mit 4,11 m Länge kürzer als das Stufenheckmodell, und seine Frontscheibe stand stärker geneigt als die der Limousine, weshalb die Türen zwischen den Modellen nicht ohne Weiteres austauschbar sind. Durch die stärkere Neigung der Scheibe war der touring außerdem drei Zentimeter niedriger als die Stufenhecklimousine (138 cm statt 141 cm).
Modellpflege
Mit der Modellpflege im August 1973 änderte sich die Modellbezeichnung, die Bezeichnung touring war nun nicht mehr vorangestellt und die Typbezeichnung bekam die bei der Limousine bereits übliche 2 angehängt, aus dem touring 1800 wurde also der 1802 touring, aus dem touring 2000 der 2002 touring und aus dem touring 2000 tii der 2002 tii touring. Das Basismodell touring 1600 mit dem 1,6 Liter-Motor mit 63 kW war bereits Anfang 1972 wieder gestrichen worden.
Das touring-Modell war kein Verkaufserfolg, denn es wurden von Frühjahr 1971 bis Sommer 1974 lediglich 25.827 Exemplare produziert. Erst 20 Jahre später bot BMW mit dem 3er Compact wieder ein Schrägheckmodell an.

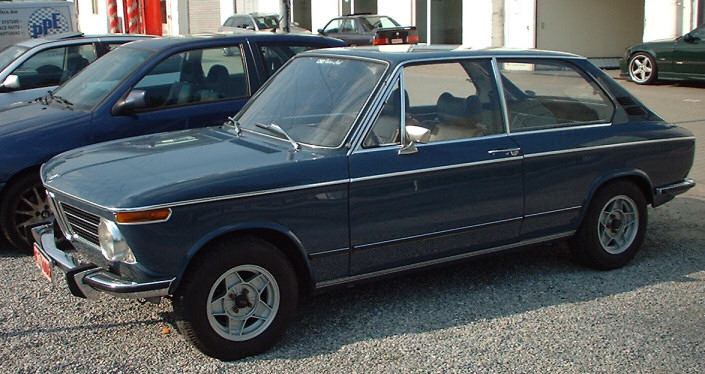
BMW touring 2000 (1971–1973)
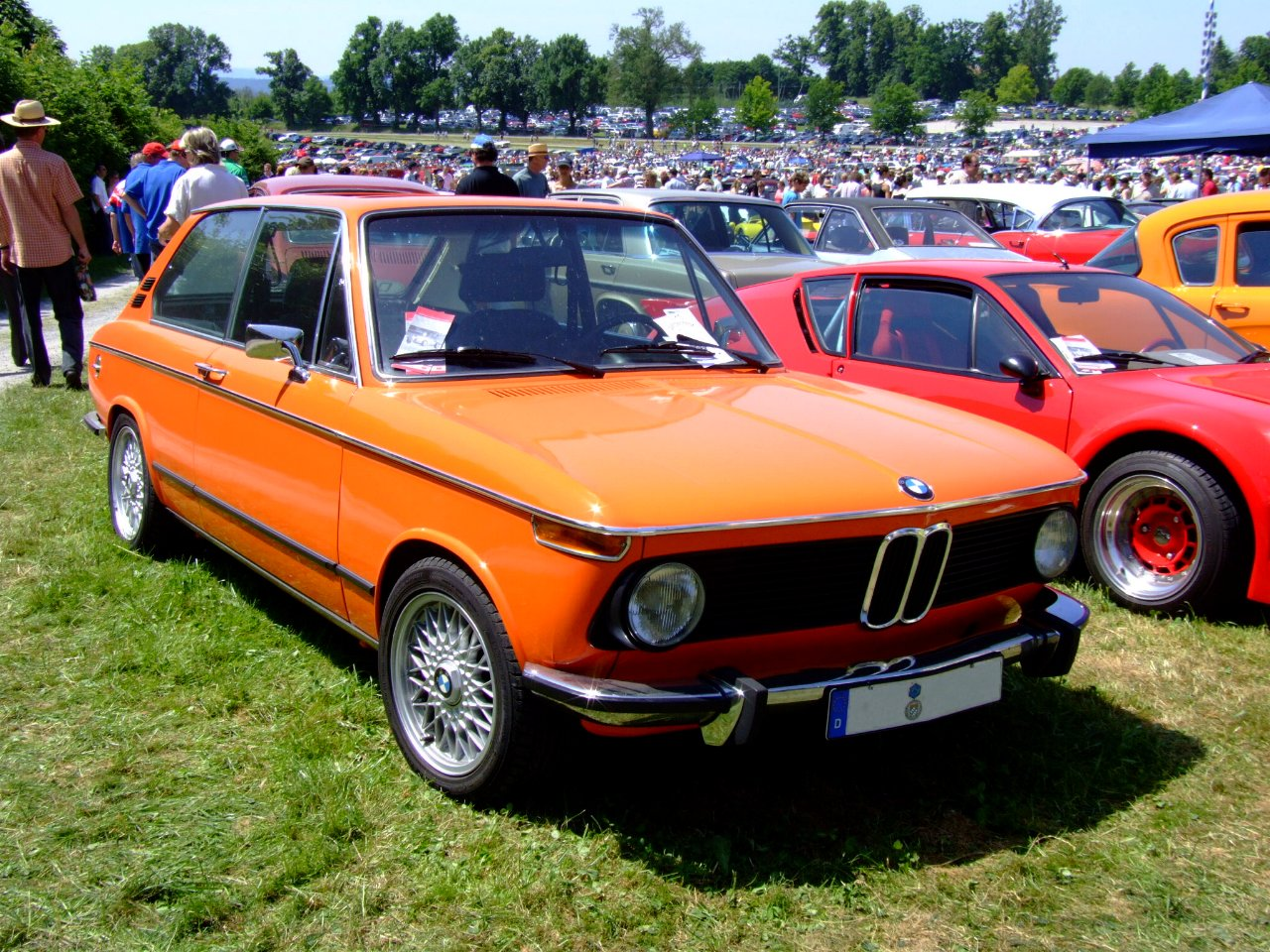
BMW 2002 tii touring (1973–1974)
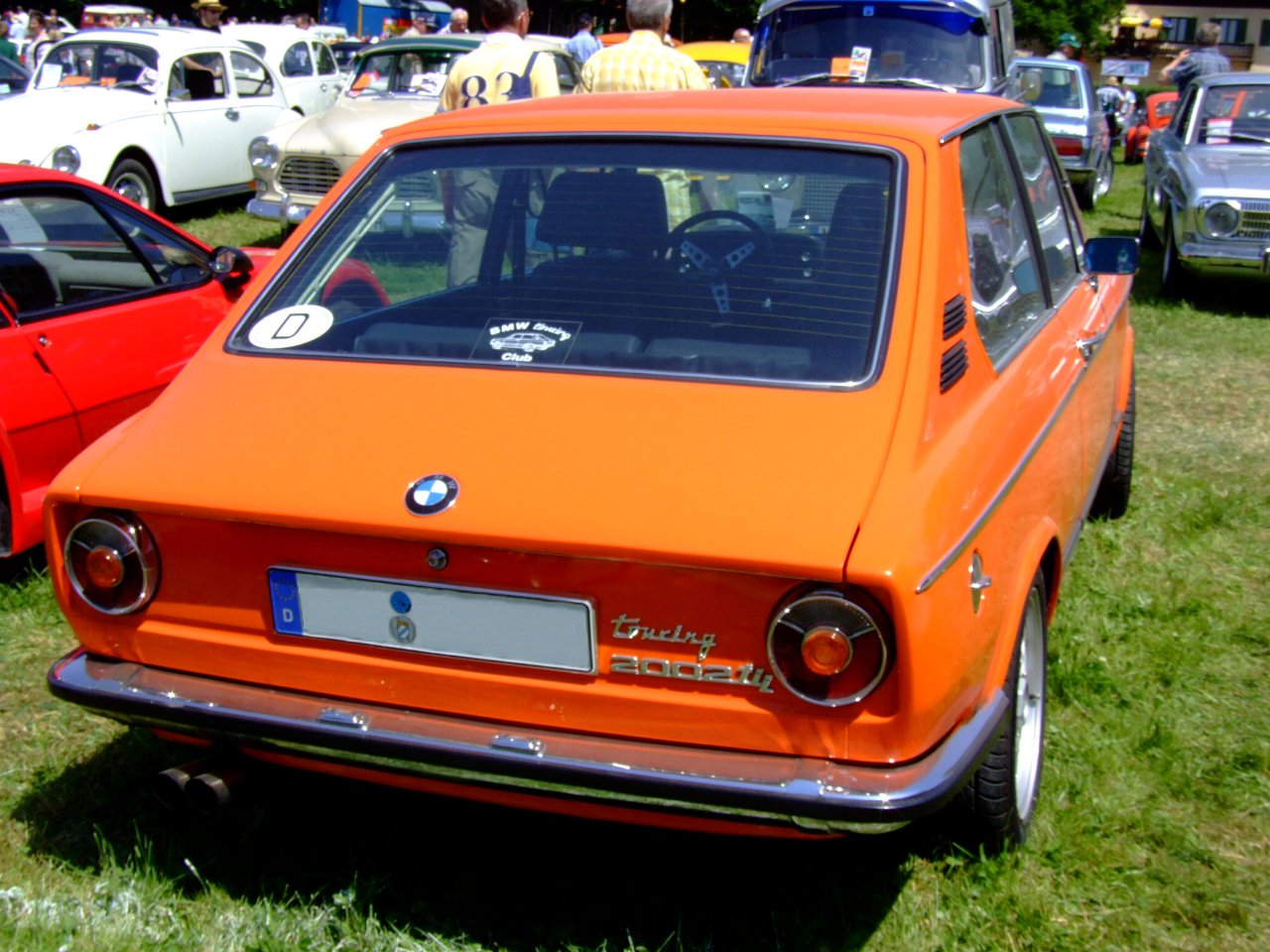
Heckansicht

## BMW 2002 tiDiana

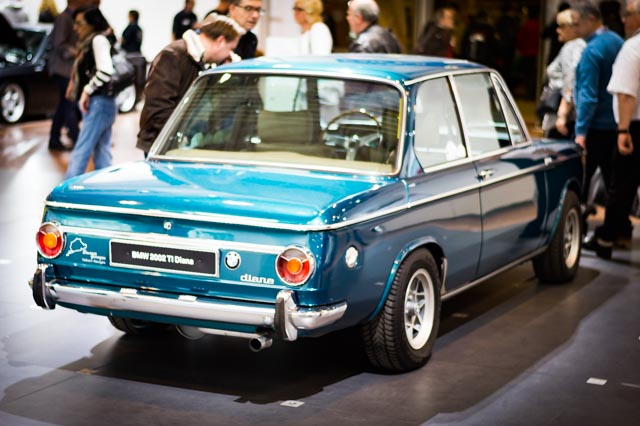
BMW 2002 ti Diana

Eine sehr seltene Variante ist der sogenannte 02 Diana. Der Rennfahrer Hubert Hahne ließ anlässlich seiner Hochzeit mit Diana Körner 1970, gewissermaßen als Hochzeitsgeschenk, zwölf 2002 ti umbauen – unter anderem mit Doppelscheinwerfern des BMW 2800 CS, Lederinnenausstattung, speziellen italienischen Aluminiumrädern. Jedes der zwölf Exemplare wurde in einer anderen Farbe lackiert.
Mit den Jahren konnte der Verbleib der meisten Exemplare dieser Kleinstserie nicht mehr geklärt werden – es darf angenommen werden, dass einige Besitzer eines dieser Exemplare glauben, einen einfach umgebauten 02 zu fahren, ohne zu ahnen, dass sie einen der seltensten 02 ihr Eigen nennen (Verifikation der Fahrgestellnummern auf der Webseite des BMW 02 Club e. V., siehe Weblinks).
Zurzeit sind noch vier erhaltene Diana bekannt, darunter ein Diana Cappuccino.

## BMW 1602 Elektro

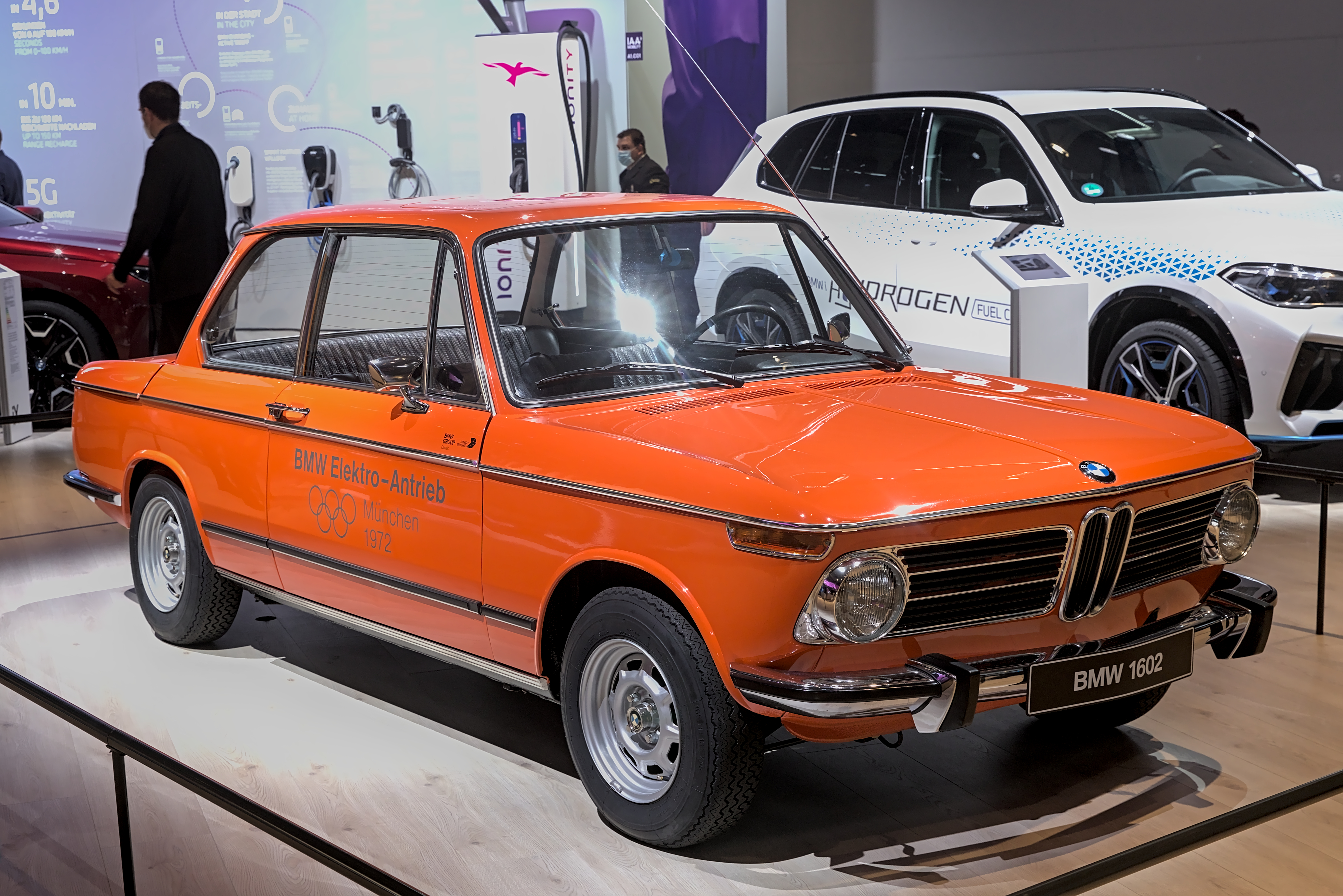
BMW 1602 Elektro

Für die Olympischen Sommerspiele 1972 entwickelte BMW den 1602 Elektro. Die Entwicklung begann 1969 mit zwei Versuchsträgern. Zu Testzwecken dienten sie als Begleitfahrzeug der Langstreckengeher und Marathonläufer während der Spiele. Beim zweiten Versuchsträger bestand der Energiespeicher aus einem 350 Kilogramm schweren Paket mit zwölf Blei-Starterbatterien unter der Motorhaube, das gegen ein Paket geladener Batterien getauscht werden konnte. Damit konnte man bei konstant 50 km/h etwa 60 Kilometer weit fahren, im Stadtverkehr waren es etwa 30 Kilometer Reichweite. Die Höchstgeschwindigkeit lag bei 100 km/h und die Beschleunigung von 0–50 km/h dauerte 8 Sekunden. Der erste Versuchsträger hatte eine etwas kleinere Batterieanlage (276 kg) und entsprechend geringere Fahrleistungen.

## Sportliche Erfolge
Die Wagen der 02-Serie waren im Rennsport sehr erfolgreich, insbesondere auf der Rundstrecke in der Deutschen Rennsport-Meisterschaft, aber auch bei Rallyes, Bergrennen oder Slalom. Die Baureihe bildete den Startpunkt für eine Reihe von Tuning-Firmen wie Alpina, Schnitzer, Koepchen, GS-Tuning usw., die dazu beitrugen, die 02er auf Rennstrecke und Straße noch sportlicher werden zu lassen. Hierbei kamen im Rennsport zeitweise auch 16-Ventil-Zylinderköpfe auf dem M10 aus der Formel 2 (BMW) bzw. ein von Schnitzer speziell für diesen Zweck entwickelter Zylinderkopf (der auch teilweise von Alpina und GS-Tuning genutzt wurde) zum Einsatz, ebenso Turbo-Motoren, die später zum 2002 turbo führten. Bis heute werden die Fahrzeuge teilweise sportlich bewegt und bei Motorsportveranstaltungen wie Rundstreckenrennen, Rallye oder Bergrennen mit Erfolg eingesetzt.

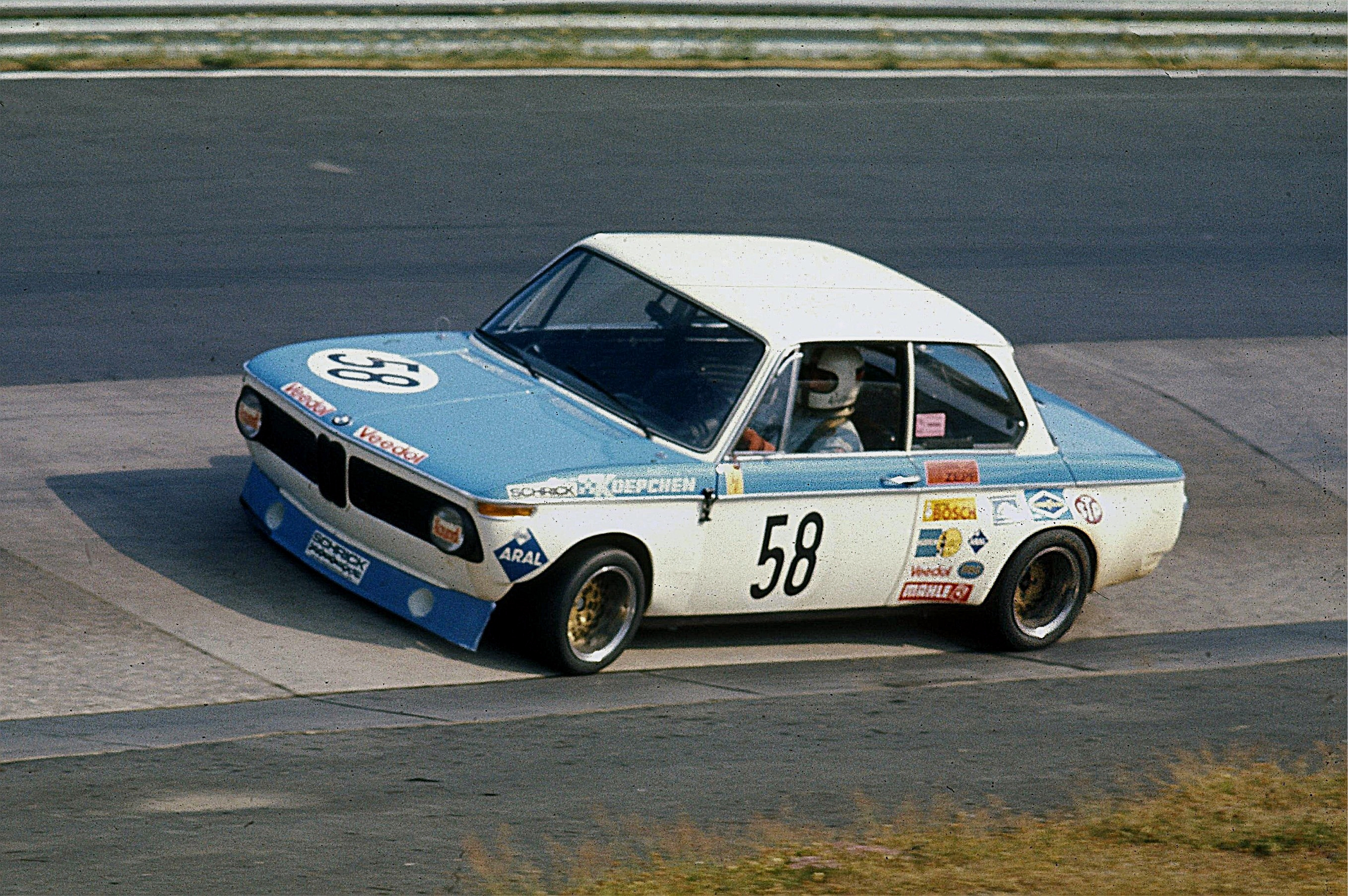
Helmut Kelleners 1973 in einem Koepchen-BMW 2002 auf dem Nürburgring
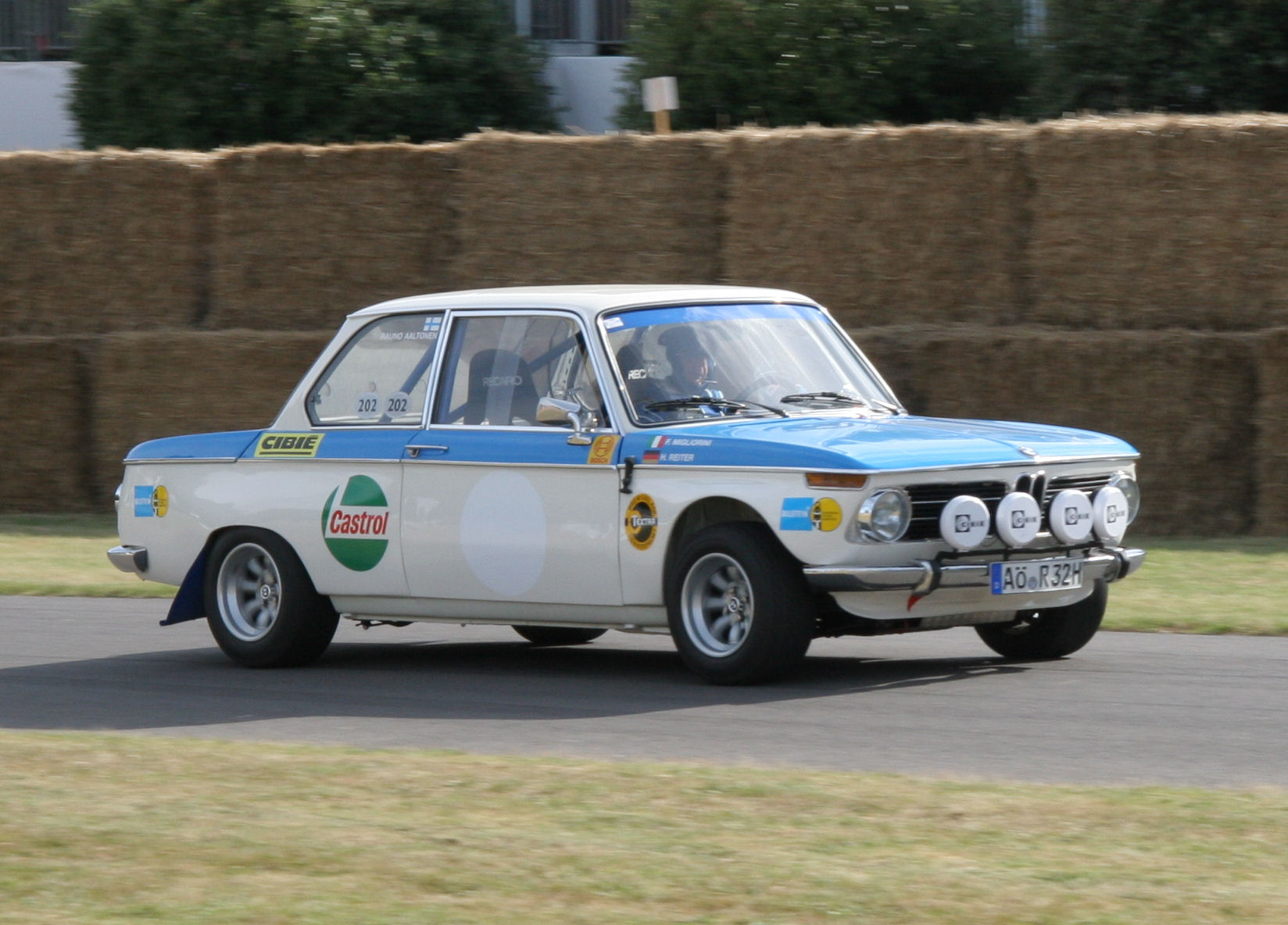
BMW 2002 TI Rallye auf dem Goodwood Festival of Speed 2006
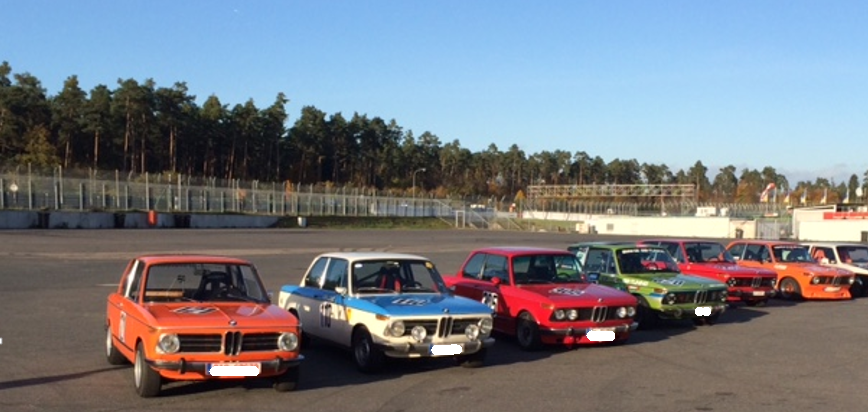
Verschiedene BMW 02 im Fahrerlager der Rennstrecke in Hockenheim
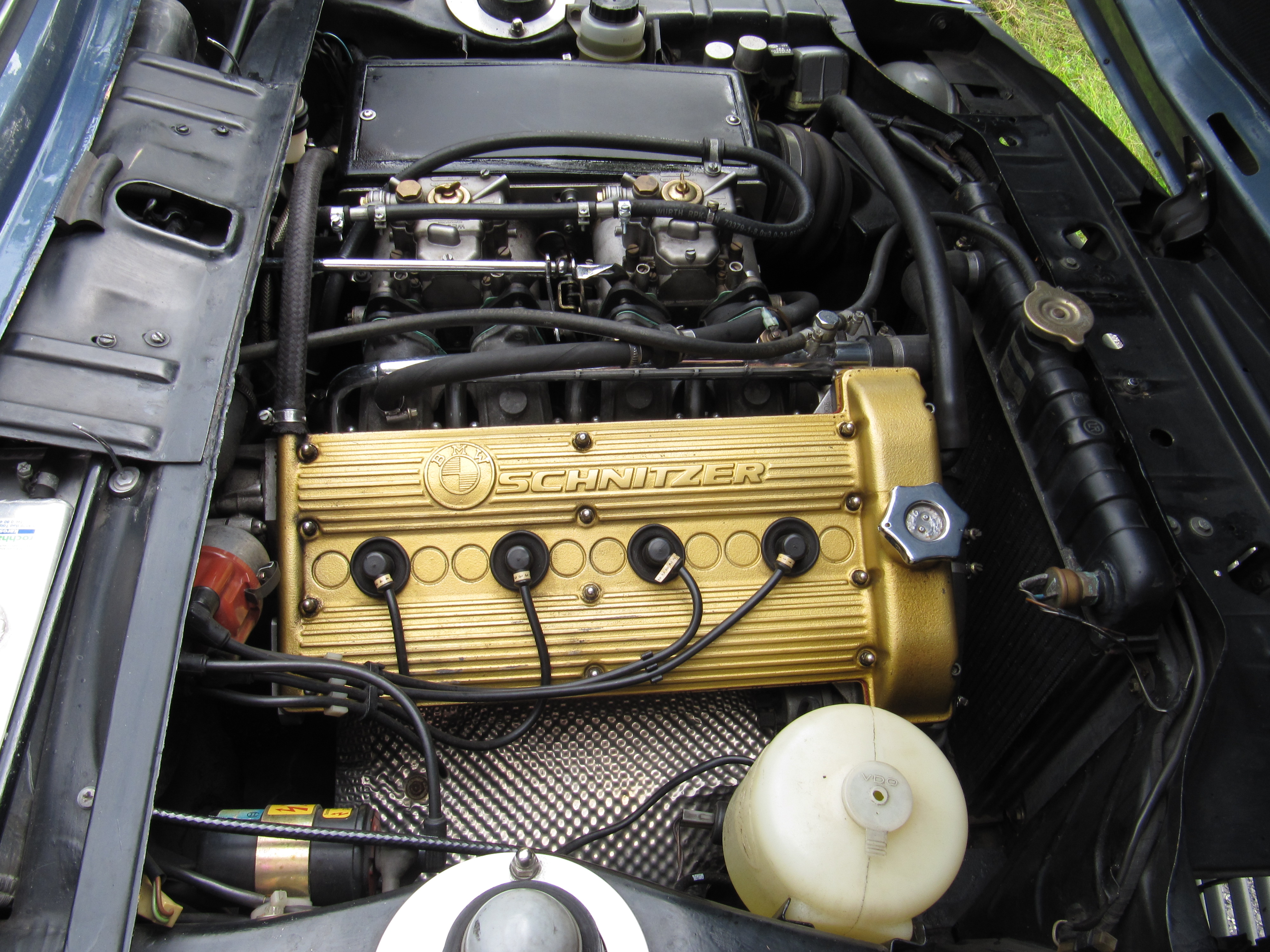
BMW 02 mit Schnitzer 16V-Zylinderkopf (Basis BMW M10)
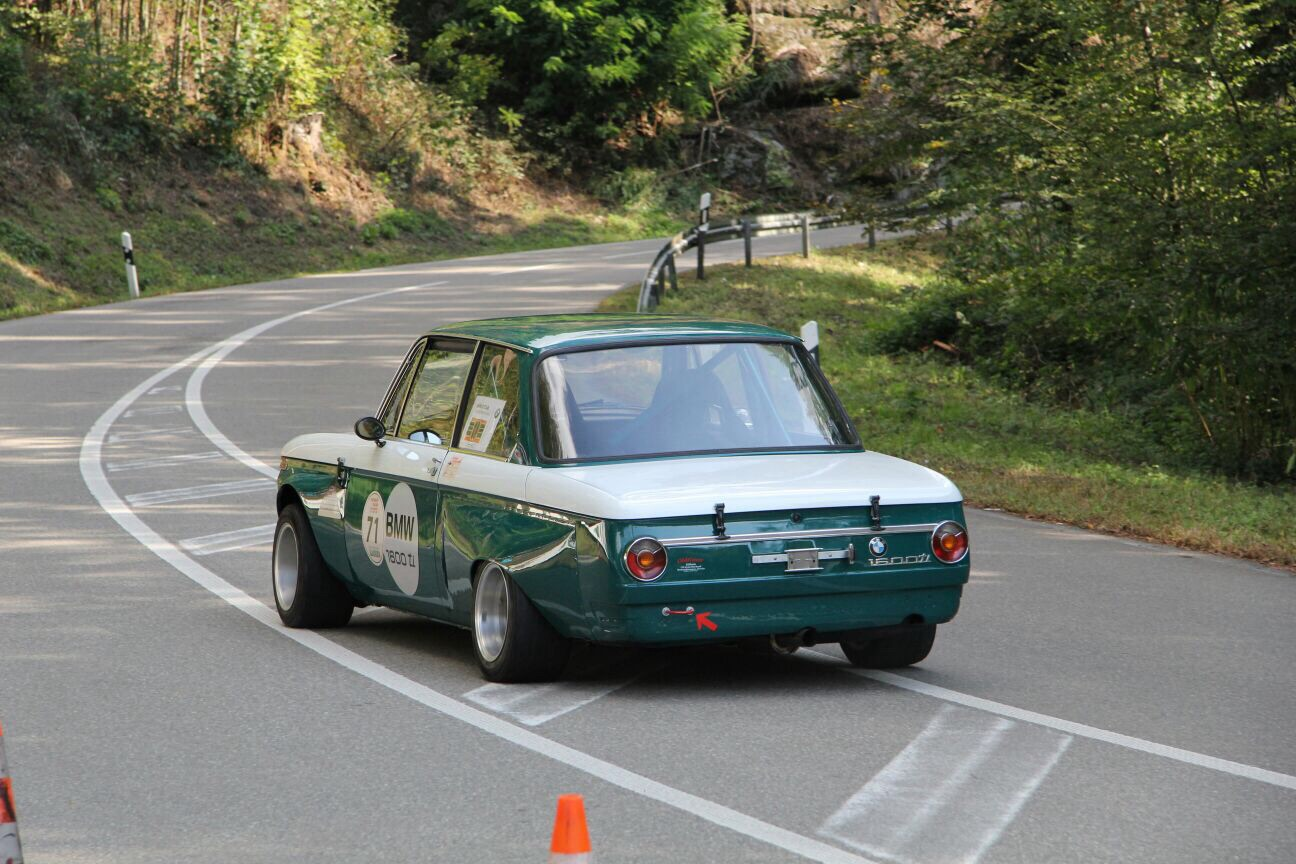
BMW 1600ti als Rennwagen mit „Schweinebacken“-Verbreiterungen bei einem Bergrennen
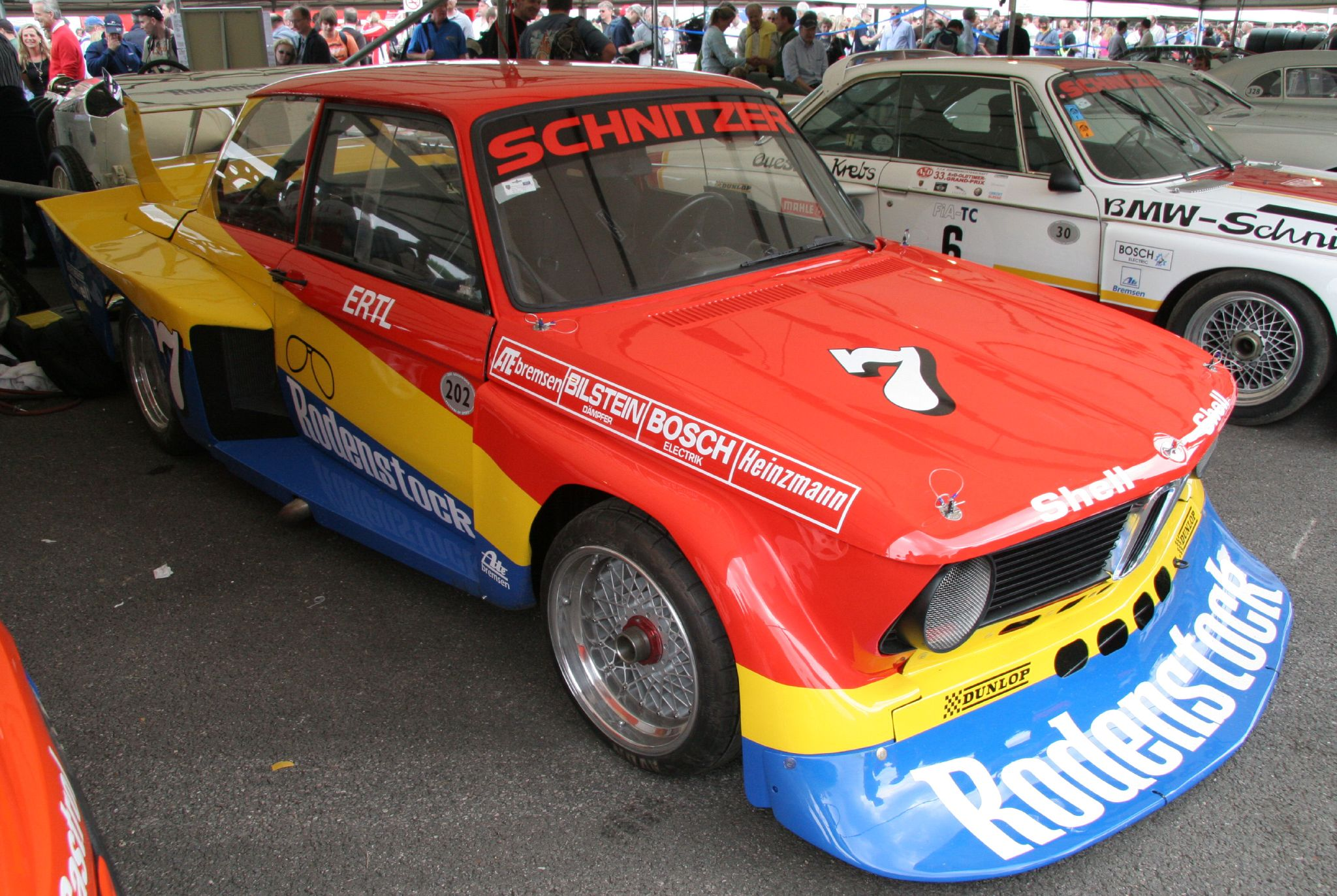
Schnitzer BMW 2002 turbo der Gruppe 5, Saison DRM 1977

## Modellübersicht
| Fahrzeugtyp:                   | BMW 1502 | BMW 1600(-2) | BMW 1602 | BMW 1600 ti | BMW 1802 | BMW 2002 | BMW 2002 ti | BMW 2002 tii | BMW 2002 turbo |
| ------------------------------ | --- | --- | --- | --- | --- | --- | --- | --- | --- |
| Bauzeit:                       | 01/1975–07/1977 | 04/1966–02/1971 | 02/1971–07/1975 | 09/1967–11/1968 | 02/1971–07/1975 | 02/1968–07/1975 | 06/1968–04/1972 | 05/1971–07/1975 | 09/1973–11/1974 |
| Motor:                         | Vierzylinder Viertakt-Reihenmotor (BMW M10), wassergekühlt; V-förmig hängende Ventile, von einer obenliegenden, kettengetriebenen Nockenwelle über Kipphebel gesteuert; Aluminium-Zylinderkopf; Kurbelwelle fünffach gelagert | Vierzylinder Viertakt-Reihenmotor (BMW M10), wassergekühlt; V-förmig hängende Ventile, von einer obenliegenden, kettengetriebenen Nockenwelle über Kipphebel gesteuert; Aluminium-Zylinderkopf; Kurbelwelle fünffach gelagert | Vierzylinder Viertakt-Reihenmotor (BMW M10), wassergekühlt; V-förmig hängende Ventile, von einer obenliegenden, kettengetriebenen Nockenwelle über Kipphebel gesteuert; Aluminium-Zylinderkopf; Kurbelwelle fünffach gelagert | Vierzylinder Viertakt-Reihenmotor (BMW M10), wassergekühlt; V-förmig hängende Ventile, von einer obenliegenden, kettengetriebenen Nockenwelle über Kipphebel gesteuert; Aluminium-Zylinderkopf; Kurbelwelle fünffach gelagert | Vierzylinder Viertakt-Reihenmotor (BMW M10), wassergekühlt; V-förmig hängende Ventile, von einer obenliegenden, kettengetriebenen Nockenwelle über Kipphebel gesteuert; Aluminium-Zylinderkopf; Kurbelwelle fünffach gelagert | Vierzylinder Viertakt-Reihenmotor (BMW M10), wassergekühlt; V-förmig hängende Ventile, von einer obenliegenden, kettengetriebenen Nockenwelle über Kipphebel gesteuert; Aluminium-Zylinderkopf; Kurbelwelle fünffach gelagert | Vierzylinder Viertakt-Reihenmotor (BMW M10), wassergekühlt; V-förmig hängende Ventile, von einer obenliegenden, kettengetriebenen Nockenwelle über Kipphebel gesteuert; Aluminium-Zylinderkopf; Kurbelwelle fünffach gelagert | Vierzylinder Viertakt-Reihenmotor (BMW M10), wassergekühlt; V-förmig hängende Ventile, von einer obenliegenden, kettengetriebenen Nockenwelle über Kipphebel gesteuert; Aluminium-Zylinderkopf; Kurbelwelle fünffach gelagert | Vierzylinder Viertakt-Reihenmotor (BMW M10), wassergekühlt; V-förmig hängende Ventile, von einer obenliegenden, kettengetriebenen Nockenwelle über Kipphebel gesteuert; Aluminium-Zylinderkopf; Kurbelwelle fünffach gelagert |
| Hubraum:                       | 1573 cm³ | 1573 cm³ | 1573 cm³ | 1573 cm³ | 1766 cm³ | 1990 cm³ | 1990 cm³ | 1990 cm³ | 1990 cm³ |
| Bohrung × Hub:                 | 84 mm × 71 mm | 84 mm × 71 mm | 84 mm × 71 mm | 84 mm × 71 mm | 89 mm × 71 mm | 89 mm × 80 mm | 89 mm × 80 mm | 89 mm × 80 mm | 89 mm × 80 mm |
| Vergaser/ Gemischaufbereitung: | 1 Fallstromvergaser Solex 38 PDSI mit Beschleunigungspumpe und Vordrossel | 1 Fallstromvergaser Solex 38 PDSI mit Beschleunigungspumpe und Vordrossel | 1 Fallstromvergaser Solex 38 PDSI mit Beschleunigungspumpe und Vordrossel | 2 Solex Flachstrom-Doppelvergaser 40 PHH | 1 Fallstromvergaser Solex 38 PDSI | 1 Fallstromvergaser Solex 40 PDSI | 2 Solex Flachstrom-Doppelvergaser 40 PHH | Saugrohreinspritzung Kugelfischer PL 04 | Saugrohreinspritzung Kugelfischer PL 04 mit Turbolader Typ BLD von KKK (Kühnle, Kopp & Kausch) |
| Verdichtung:                   | 8:1 | 8,6:1 | 8,6:1 | 9,5:1 | 8,6:1 | 8,5:1 | 9,3:1 | 10:1 (ab 9/72: 9,5:1) | 6,9:1 |
| Leistung bei 1/min:            | 55 kW (75 PS) bei 5800 | 63 kW (85 PS) bei 5700 | 63 kW (85 PS) bei 5700 | 77 kW (105 PS) bei 6000 | 66 kW (90 PS) bei 5250 | 74 kW (100 PS) bei 5500 | 88 kW (120 PS) bei 5500 | 96 kW (130 PS) bei 5800 | 125 kW (170 PS) bei 5800 |
| Drehmoment bei 1/min:          | 117,5 N·m (12 kp·m) bei 3700 | 123,5 N·m (12,6 kp·m) bei 3000 | 123,5 N·m (12,6 kp·m) bei 3000 | 131,5 N·m (13,4 kp·m) bei 4500 | 143 N·m (14,6 kp·m) bei 3000 | 157 N·m (16 kp·m) bei 3000 | 166,5 N·m (17 kp·m) bei 3600 | 176,5 N·m (18 kp·m) bei 4000–4700 | 240 N·m (24,5 kp·m) bei 4000 |
| Getriebe (serienmäßig):        | Vollsynchronisiertes Viergang-Getriebe | Vollsynchronisiertes Viergang-Getriebe | Vollsynchronisiertes Viergang-Getriebe | Vollsynchronisiertes Viergang-Getriebe | Vollsynchronisiertes Viergang-Getriebe | Vollsynchronisiertes Viergang-Getriebe | Vollsynchronisiertes Viergang-Getriebe | Vollsynchronisiertes Viergang-Getriebe | Vollsynchronisiertes Viergang-Getriebe |
| Getriebe (auf Wunsch):         | – | – | – | – | Dreigangautomatik | Dreigangautomatik | – | – | Fünfgang |
| Karosserie:                    | Mittragende Ganzstahlkarosserie mit Bodengruppe verschweißt | Mittragende Ganzstahlkarosserie mit Bodengruppe verschweißt | Mittragende Ganzstahlkarosserie mit Bodengruppe verschweißt | Mittragende Ganzstahlkarosserie mit Bodengruppe verschweißt | Mittragende Ganzstahlkarosserie mit Bodengruppe verschweißt | Mittragende Ganzstahlkarosserie mit Bodengruppe verschweißt | Mittragende Ganzstahlkarosserie mit Bodengruppe verschweißt | Mittragende Ganzstahlkarosserie mit Bodengruppe verschweißt | Mittragende Ganzstahlkarosserie mit Bodengruppe verschweißt |
| Fahrwerk:                      | Einzelradaufhängung; vorn: Querlenker mit MacPherson-Federbeinen, auf Wunsch Stabilisator; hinten: Schräglenker mit Schraubenfedern, Teleskopstoßdämpfer                                                                      | Einzelradaufhängung; vorn: Querlenker mit MacPherson-Federbeinen, auf Wunsch Stabilisator; hinten: Schräglenker mit Schraubenfedern, Teleskopstoßdämpfer                                                                      | Einzelradaufhängung; vorn: Querlenker mit MacPherson-Federbeinen, auf Wunsch Stabilisator; hinten: Schräglenker mit Schraubenfedern, Teleskopstoßdämpfer                                                                      | Einzelradaufhängung; vorn: Querlenker mit MacPherson-Federbeinen, auf Wunsch Stabilisator; hinten: Schräglenker mit Schraubenfedern, Teleskopstoßdämpfer                                                                      | Einzelradaufhängung; vorn: Querlenker mit MacPherson-Federbeinen, auf Wunsch Stabilisator; hinten: Schräglenker mit Schraubenfedern, Teleskopstoßdämpfer                                                                      | Einzelradaufhängung; vorn: Querlenker mit MacPherson-Federbeinen, auf Wunsch Stabilisator; hinten: Schräglenker mit Schraubenfedern, Teleskopstoßdämpfer                                                                      | Einzelradaufhängung; vorn: Querlenker mit MacPherson-Federbeinen, auf Wunsch Stabilisator; hinten: Schräglenker mit Schraubenfedern, Teleskopstoßdämpfer                                                                      | Einzelradaufhängung; vorn: Querlenker mit MacPherson-Federbeinen, auf Wunsch Stabilisator; hinten: Schräglenker mit Schraubenfedern, Teleskopstoßdämpfer                                                                      | Einzelradaufhängung; vorn: Querlenker mit MacPherson-Federbeinen; hinten: Schräglenker mit Schraubenfedern, Teleskopstoßdämpfer; Drehstab-Stabilisator vorn und hinten                                                        |
| Maße L × B × H:                | 4230 mm × 1590 mm × 1410 mm (1370 mm beladen) | 4230 mm × 1590 mm × 1410 mm (1370 mm beladen) | 4230 mm × 1590 mm × 1410 mm (1370 mm beladen) | 4230 mm × 1590 mm × 1410 mm (1370 mm beladen) | 4230 mm × 1590 mm × 1410 mm (1370 mm beladen) | 4230 mm × 1590 mm × 1410 mm (1370 mm beladen) | 4230 mm × 1590 mm × 1410 mm (1370 mm beladen) | 4230 mm × 1590 mm × 1410 mm (1370 mm beladen) | 4220 mm × 1620 mm × 1410 mm |
| Leergewicht (fahrfertig):      | 980 kg | 940 kg | 940 kg | 962 kg | 970 kg | 1035 kg | 990 kg | 1035 kg | 1080 kg |
| Höchstgeschwindigkeit:         | 155 km/h | 160 km/h | 160 km/h | 175 km/h | 165 km/h | 180 km/h | 185 km/h | 190 km/h | 212 km/h |
| Stückzahl:                     | 71.564 | 210.451 | 56.351 | 8.670 | 83.351 | 336.907, Automatic: 36.663 | 16.448 | 38.703 | 1.672 |

## Produktionszahlen BMW 02
Gesamtproduktion BMW 02 mehr als 863.000 Fahrzeuge
Zu den CKD-Werken zählte unter anderen das Werk in Belgien, welches zwischen Antwerpen und Malines lag. Durch die CKD Bauweise konnte die mengenmäßige Einfuhrbeschränkung umgangen werden. Neben den Fahrzeugen für den heimischen Markt wurden auch rechtslenkende Automobile, die für die Ausfuhr nach England bestimmt waren, dort produziert. Belgien produzierte von 1959 bis 1973 Fahrzeuge für BMW. (Isetta, BMW 600, BMW 700, neue Klasse)
Das CKD Werk Portugal produzierte von 1968 bis 1981 insgesamt 15.000 Fahrzeuge unter anderem auch BMW 1600.
Das CKD Werk Uruguay produzierte von 1958 bis 1991 für BMW. Ab 1968 BMW 1600 Modelle.
| Jahr               | 1966   | 1967   | 1968   | 1969   | 1970   | 1971    | 1972    | 1973    | 1974    | 1975   | 1976   | 1977  | Summe   | Summe laut BMW Classic |
| ------------------ | ------ | ------ | ------ | ------ | ------ | ------- | ------- | ------- | ------- | ------ | ------ | ----- | ------- | ---------------------- |
| 1502               |        |        |        |        |        |         |         |         | 18      | 41.337 | 22.034 | 9.243 | 72.632  |                        |
| 1600-2,1602        | 13.244 | 38.560 | 34.255 | 26.336 | 33.952 | 26.176  | 26.549  | 21.804  | 38.000  | 9.139  |        |       | 268.015 | 266.967                |
| 1600 touring       |        |        |        |        |        | 1.998   | 2.341   | 40      |         |        |        |       | 4.379   | 4.379                  |
| 1600 GT            |        | 58     | 1.201  |        |        |         |         |         |         |        |        |       | 1.259   |                        |
| 1802               |        |        |        |        |        | 14.675  | 25.420  | 21.022  | 19.353  | 2.881  |        |       | 83.351  | 83.351                 |
| 1800, 1802 touring |        |        |        |        |        | 269     | 1.633   | 1.856   | 317     |        |        |       | 4.075   |                        |
| 2002               |        | 12     | 28.674 | 39.847 | 55.734 | 59.857  | 62.613  | 54.992  | 56.916  | 26.121 | 10.081 |       | 394.847 | 339.092                |
| 2002 ti            |        |        |        |        |        |         |         |         |         |        |        |       |         | 16.448                 |
| 2002 touring       |        |        |        |        |        | 7.795   | 6.567   | 6.077   | 1.314   |        |        |       | 21.753  |                        |
| Summe              | 13.244 | 38.622 | 64.130 | 66.183 | 89.686 | 110.770 | 125.123 | 105.791 | 115.918 | 79.478 | 32.115 | 9.243 | 850.303 |                        |
| 1600-2 CKD         | 219    | 3.916  | 2.587  | 2.583  |        |         |         |         |         |        |        |       | 9.305   |                        |
| 2002 CKD           |        |        | 1.383  | 2.204  |        |         |         |         |         |        |        |       | 3.587   |                        |
| Summe incl. CKD    | 13463  | 42.538 | 68.100 | 70.970 | 89.686 | 110.770 | 125.123 | 105.791 | 115.918 | 79.478 | 32.115 | 9.243 | 863.195 |                        |

## Moderne Versionen
Wie im Jahr zuvor die BMW 3.0 CSL Hommage stellte BMW 2016 auf dem Concorso d’Eleganza am Comer See die 02 Hommage vor. Mit einfachen Rundscheinwerfern und dem spiegelverkehrten turbo-Schriftzug auf dem Frontspoiler erinnert die 02 Hommage an das Original.
Im März 2018 auf der Retro Classics in Stuttgart stellte die Automobil-Manufaktur Everytimer aus Augsburg ein 02-Cabrio auf Basis des 1er BMW E88 vor. Die Karosserie besteht aus kohlenstofffaserverstärktem Kunststoff („Carbon“). Damit ist der Everytimer 40 kg leichter als das Basisfahrzeug.

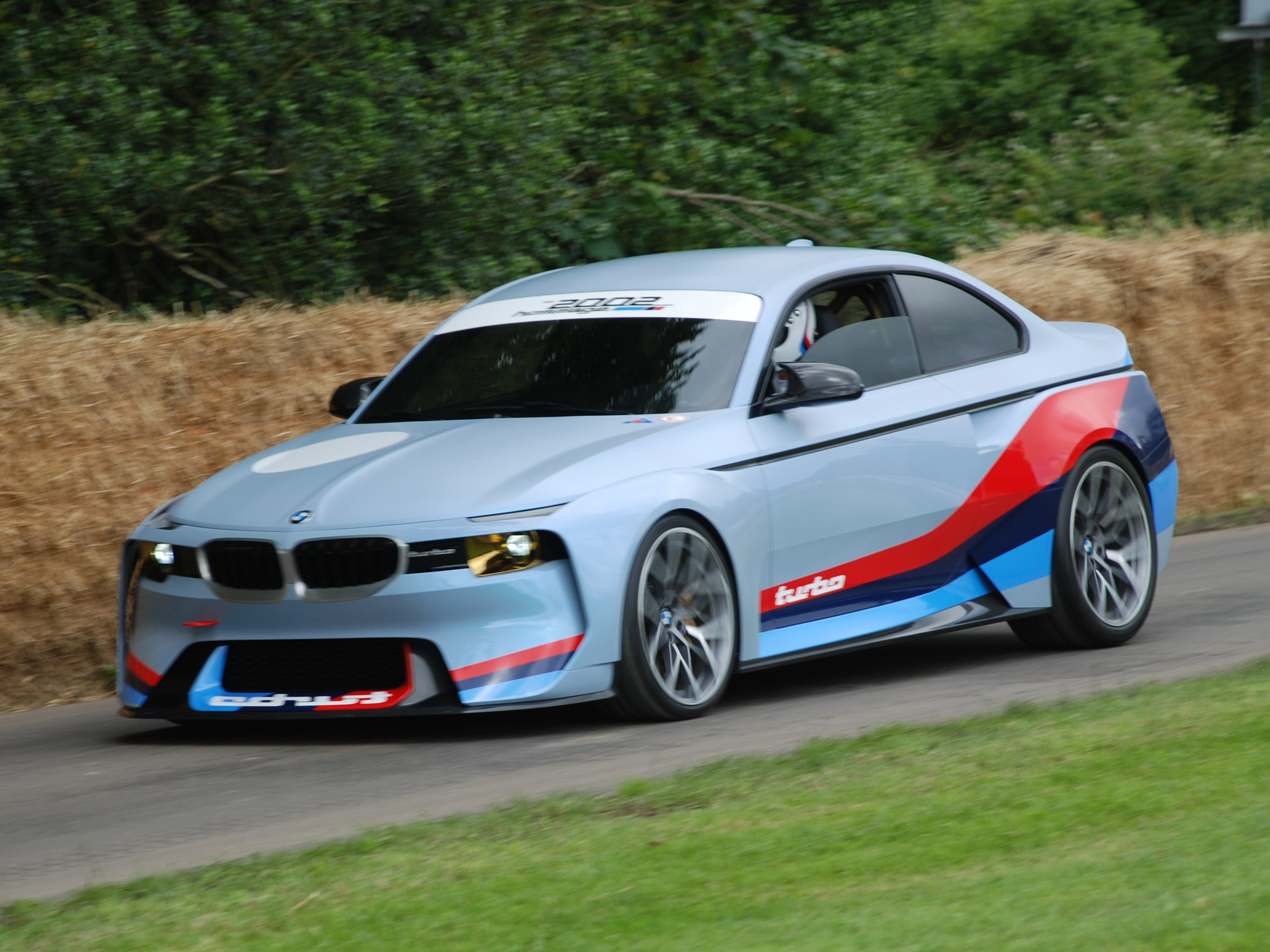
02 turbo Hommage auf Goodwood Festival 2016
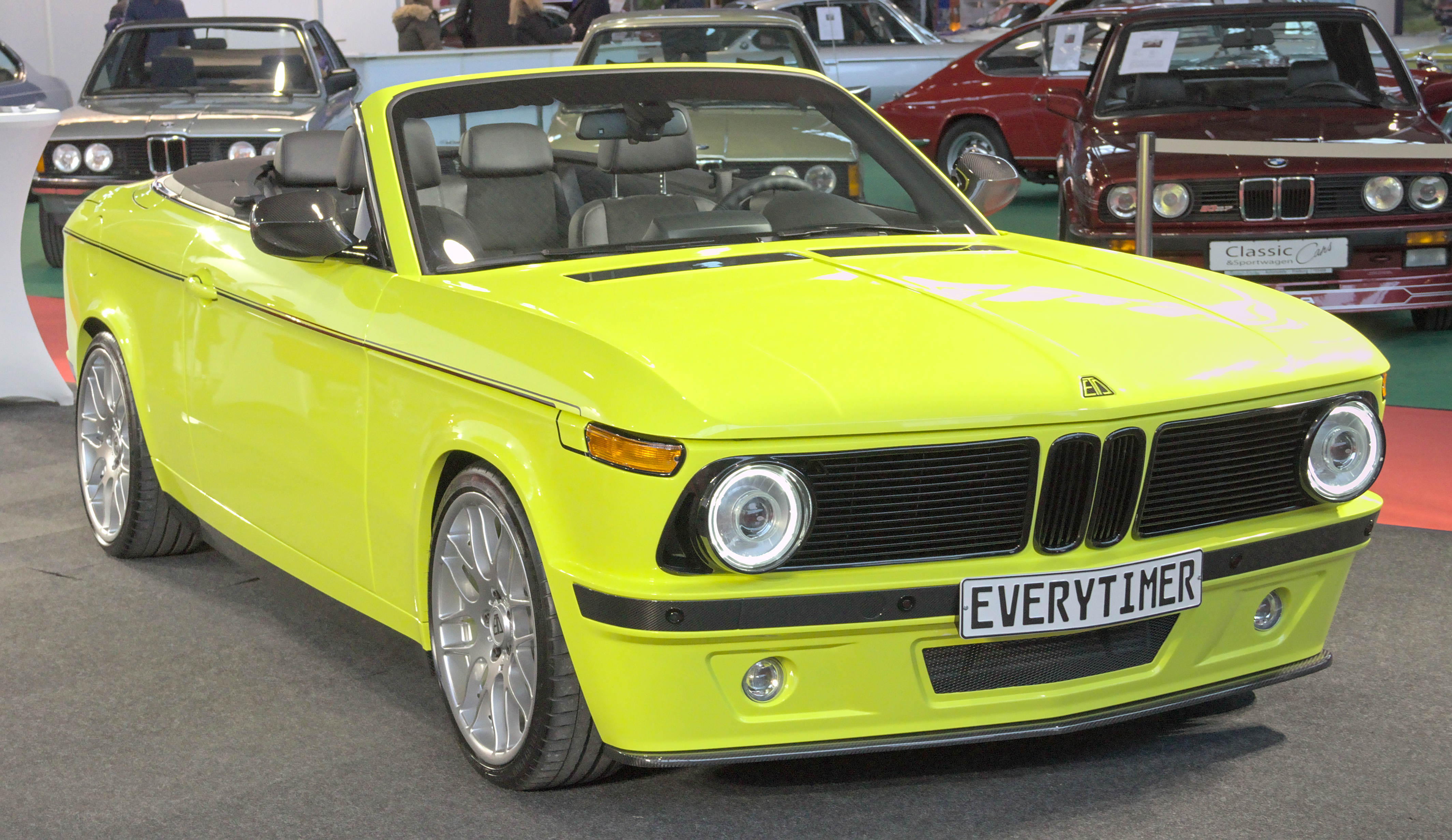
Everytimer ETA 02 Cabrio auf den Retro Classics 2020
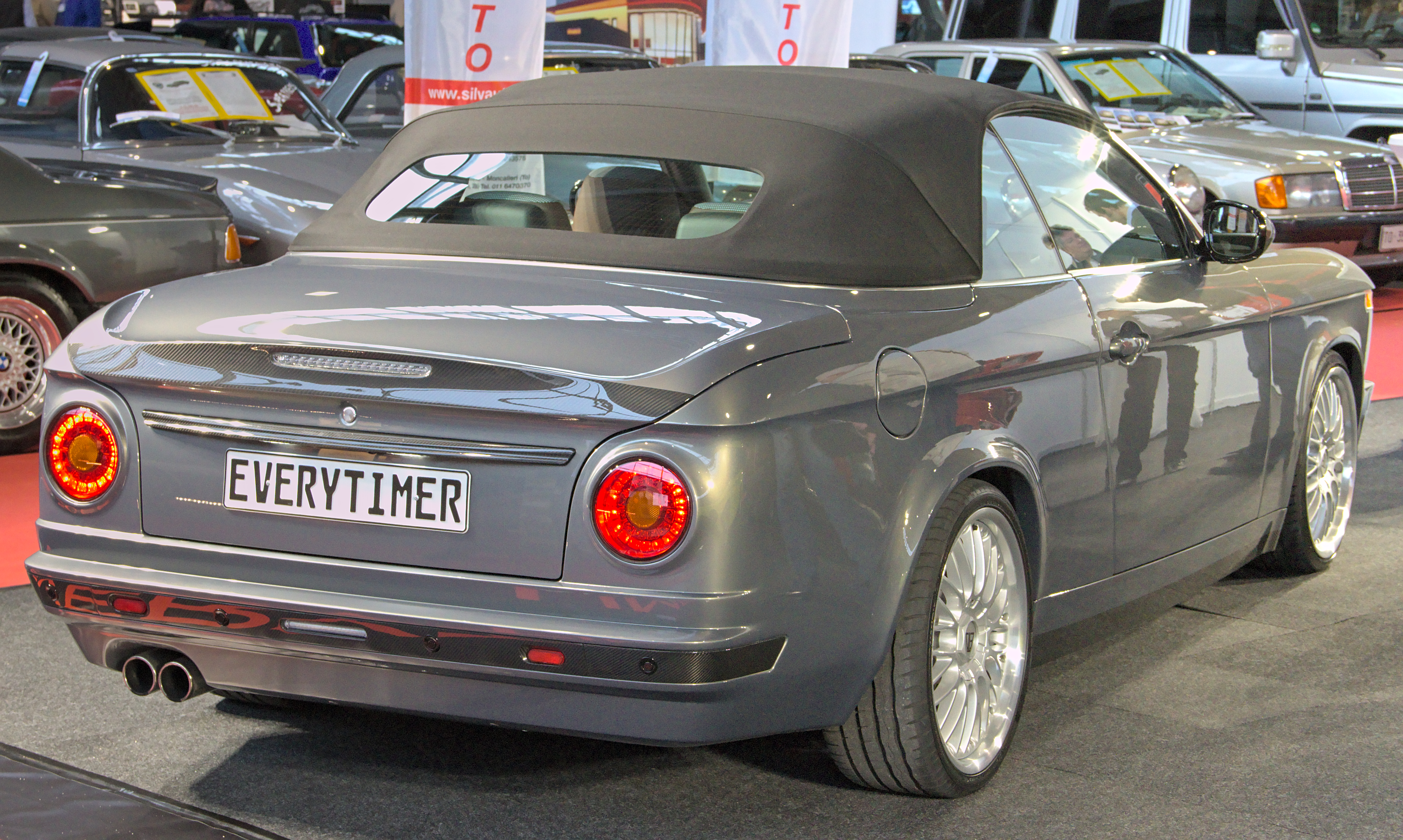
Heckansicht
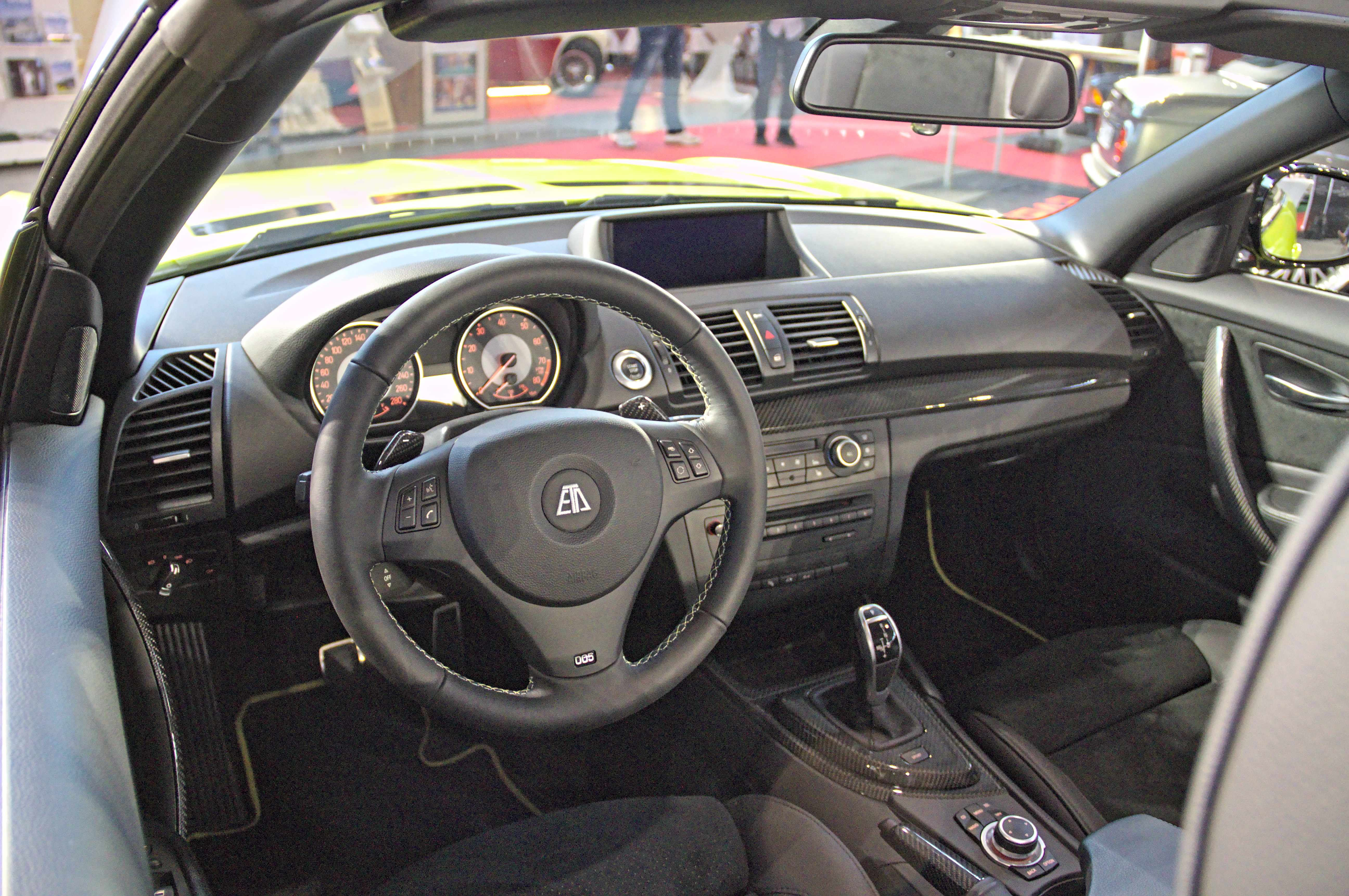
Innenansicht